# Bonvillard (Orelle)
Ne doit pas être confondu avec Bonvillard, Banvillars ou Bonvillars.
Bonvillard est un hameau de la commune française d'Orelle située dans le département de la Savoie dans la région Auvergne-Rhône-Alpes.
Le village se démarque des autres lotissements d'Orelle car il en est le plus élevé en altitude ainsi que le cœur de la paroisse Sainte-Marguerite de Bonvillard-sur-Orelle.

## Toponymie
« Bonvillard » est un nom formé des termes « bon » et « villard », ce qui signifie « beau village ».

## Géographie et urbanisme

### Géographie et situation
Le village de Bonvillard est le plus élevé en altitude des onze hameaux d'Orelle. Le lotissement débute à 1 180 m d'altitude et se termine à 1 250 m d'altitude : 45° 12′ 48″ N, 6° 33′ 26″ E,.
Cerné par une vaste forêt, Bonvillard surplombe le Crêt du Vlé et l'entrée de la piste forestière municipale de l'Arcellin, laquelle conduit à Plan-Bouchet, centre de la station de ski d'Orelle,,.

C'est, entre autres, un point de départ pour de nombreuses randonnées pédestres et activités sportives de montagne.

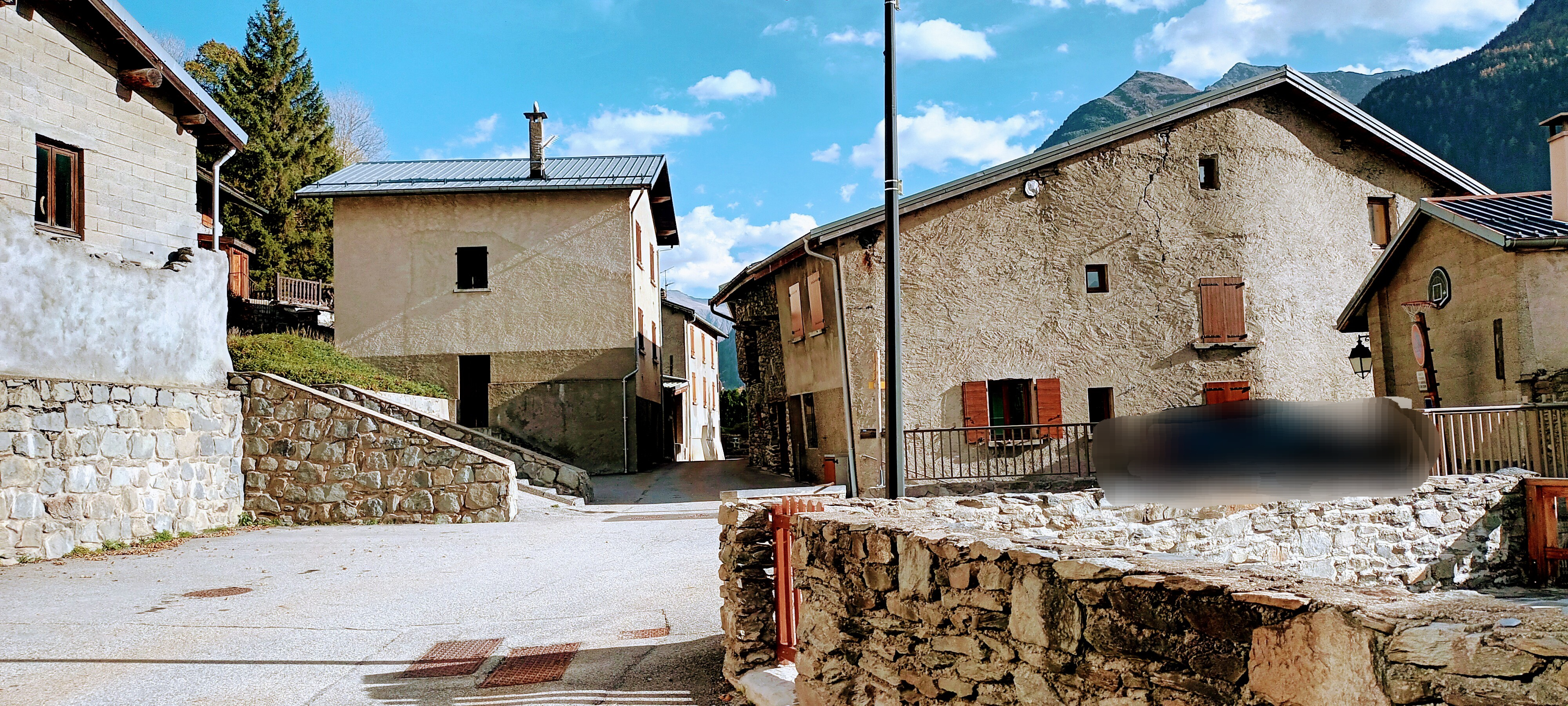
Rue principale du village : route de Bonvillard.
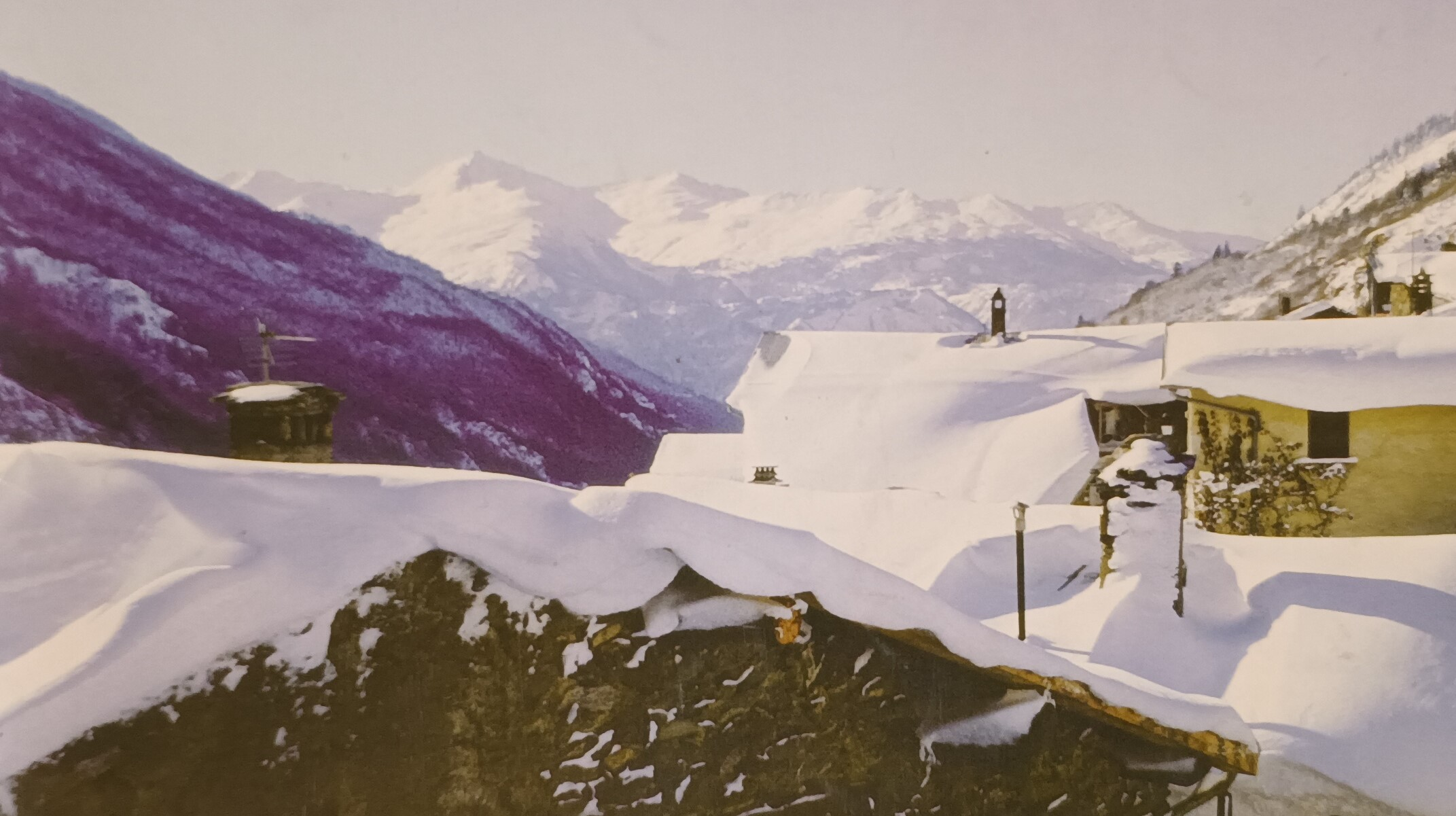
Le hameau de Bonvillard à Orelle en 2022.
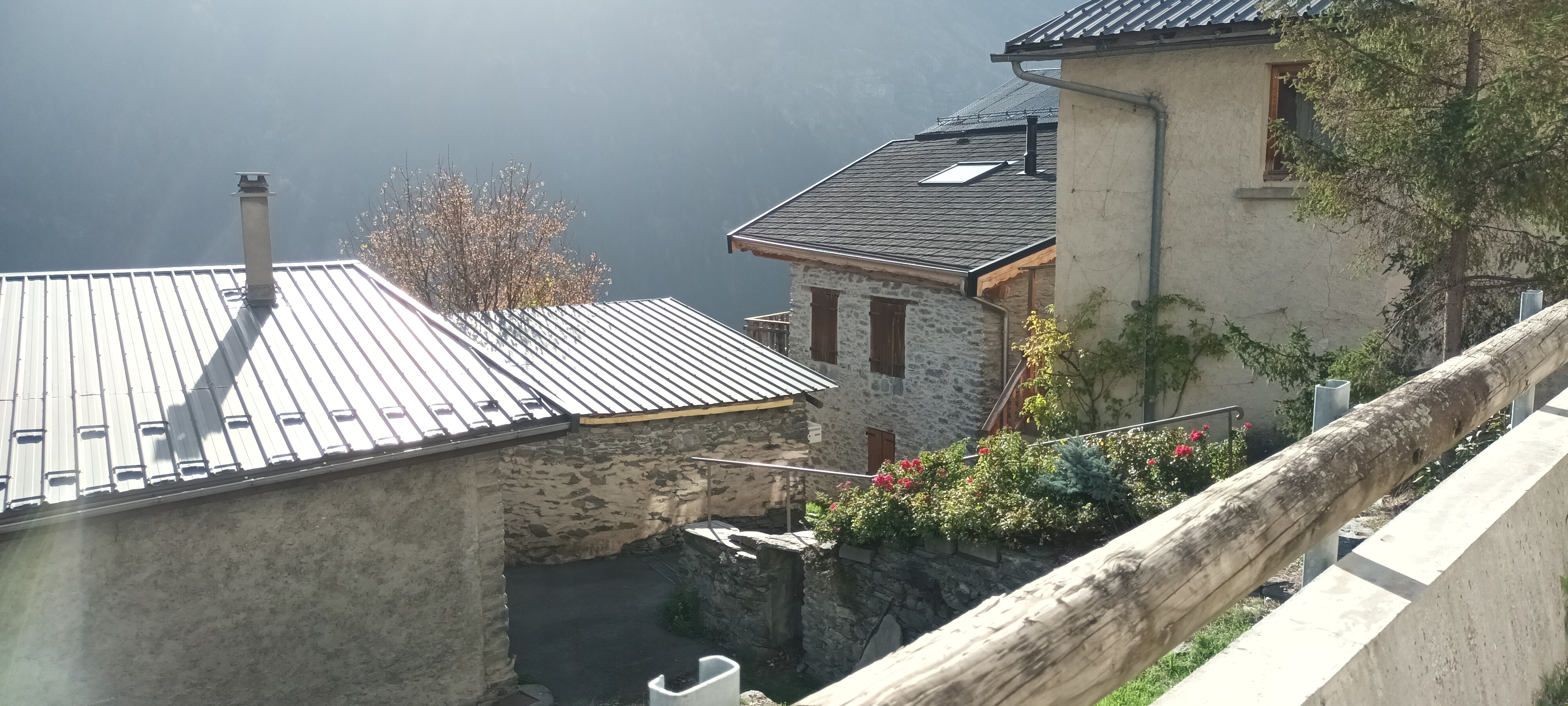
Maisons de la rue du Sacré-Cœur au sud de l'église Sainte-Marguerite depuis la place du Souvenir bonvillarin.

### Urbanisme et caractéristiques
Il est un des plus anciens villages d'Orelle, possédant de nombreuses constructions traditionnelles (toujours habitées pour la plupart d'entre-elles) ainsi qu'un patrimoine culturel.
Il est constitué d'une cinquantaine de logements (maisons individuelles et petits immeubles).
Les rues du hameau sont la route de Bonvillard, le chemin de Pierre-Sautier, le chemin de l'Eglise, le chemin de la Nativité, la rue du Sacré-Cœur, la rue de la Chapellette, la rue de la Charrette et le chemin du Zerblet.

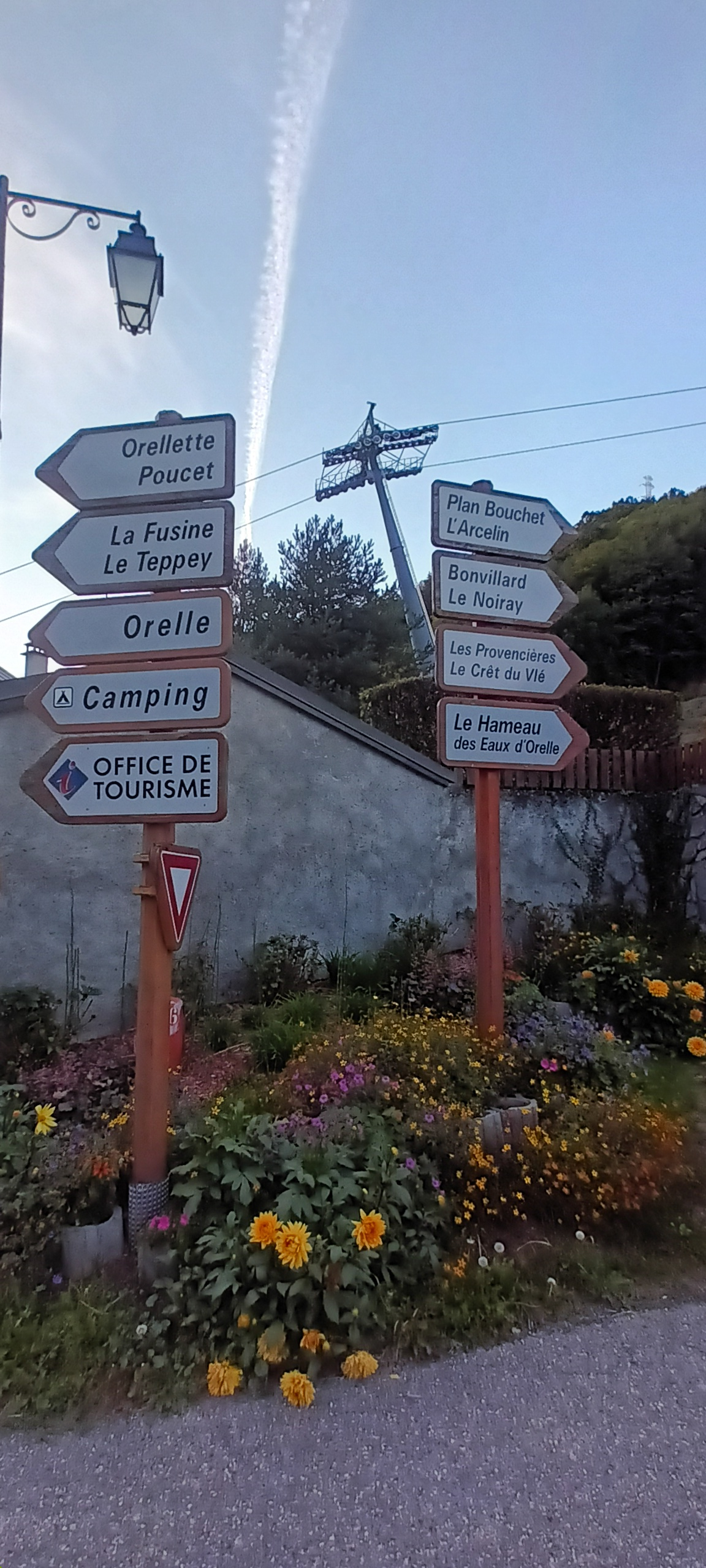
Bonvillard est situé au-dessus du Crêt du Vlé.
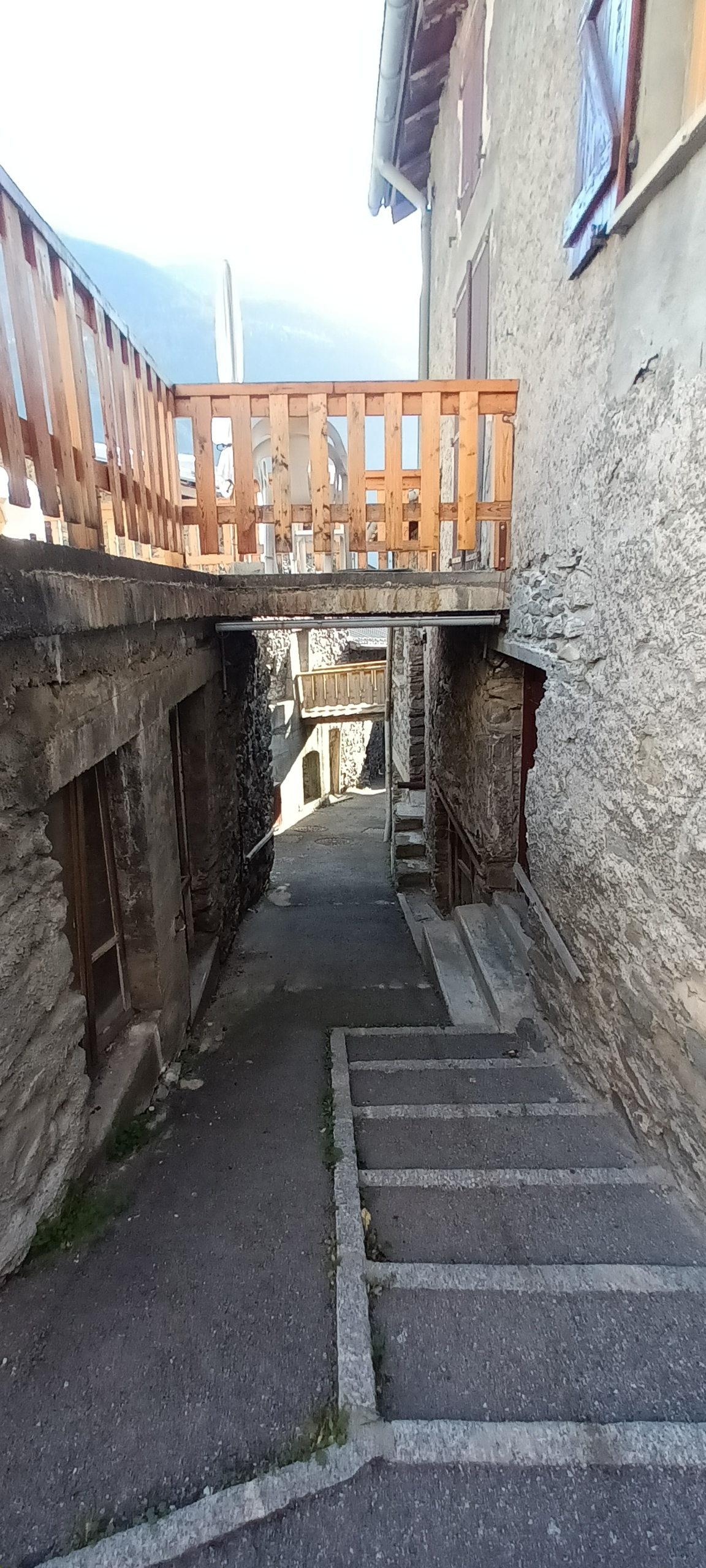
La rue de la Chapellette au sud.
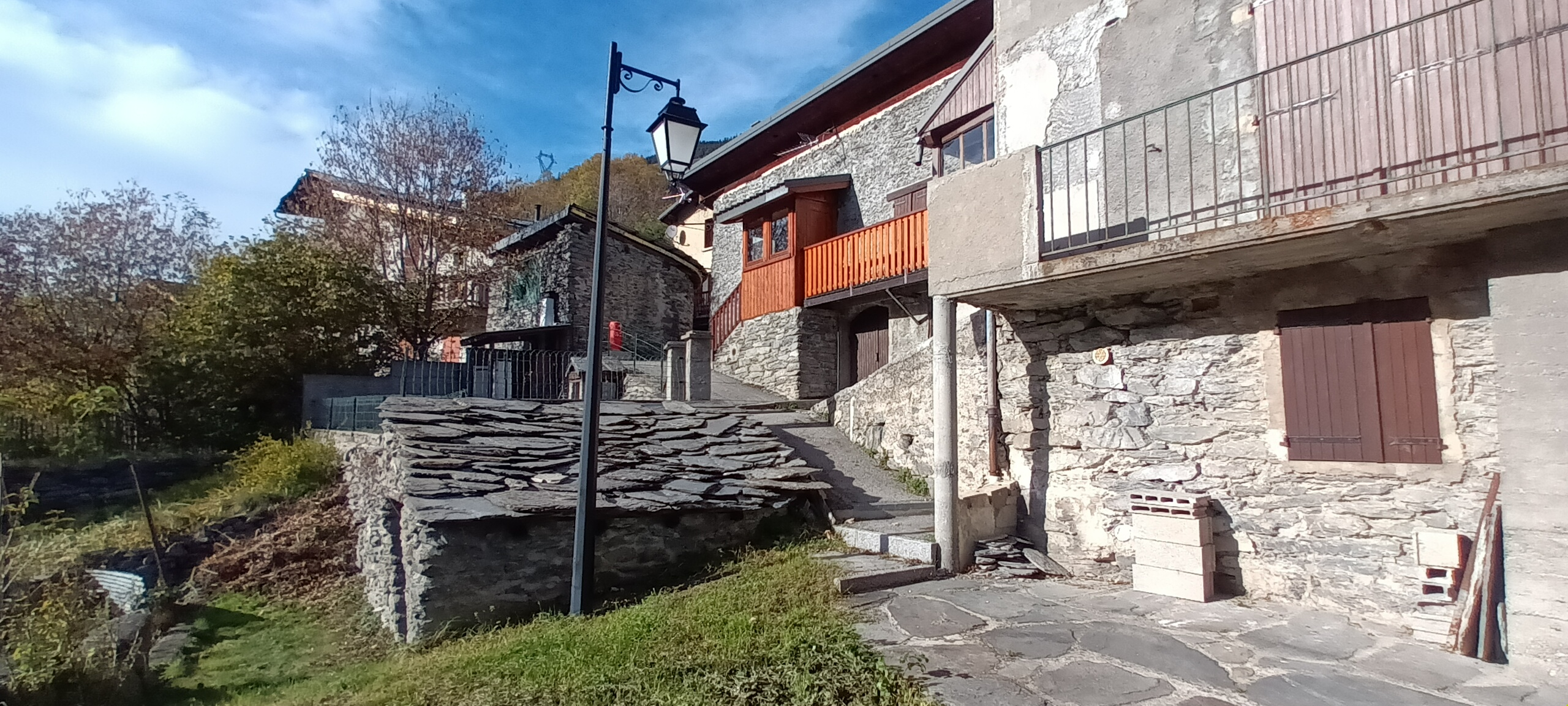
Aperçu des habitations au sud du village (chemin de la Charrette).
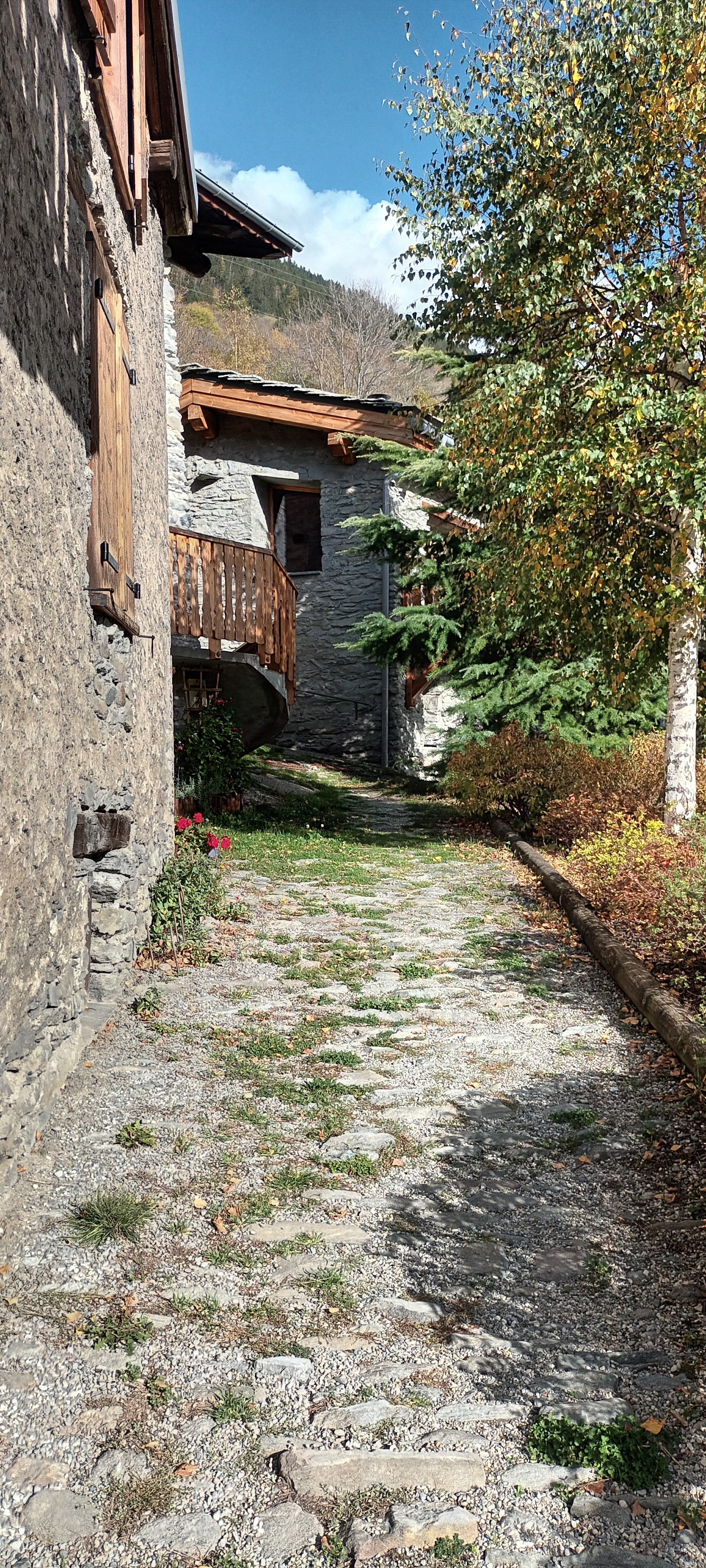
Rue de l'Église.
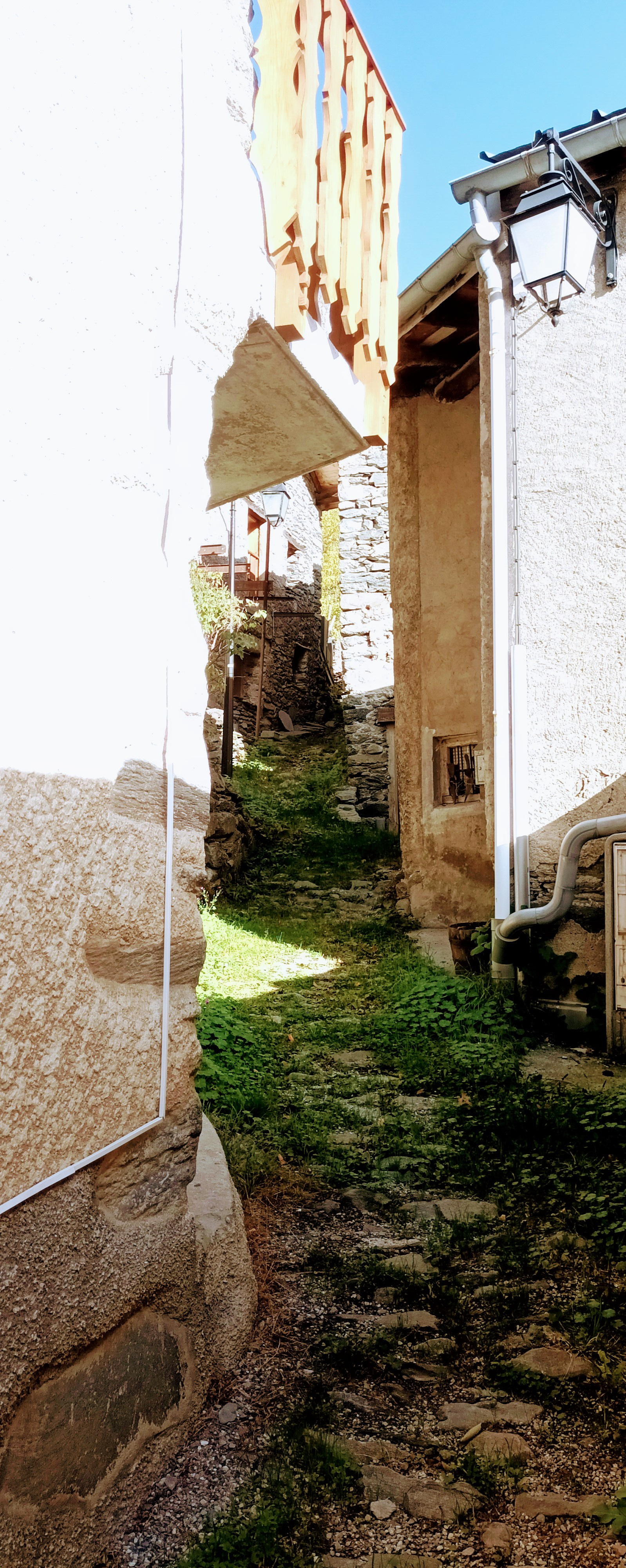
Petite rue au nord du parvis de l'église.

## Histoire

### La paroisse catholique Sainte-Marguerite de Bonvillard-sur-Orelle
Lorsque l'église Saint-Aurelle d'Orelle est détruite par une avalanche de pierres en l'an 1412, l'église Saint-Maurice d'Orelle est construite au chef-lieu, mais les Bonvillarins ont du mal à y accéder, surtout en hiver : c'est la raison pour laquelle l'église Sainte-Marguerite d'Orelle voit le jour en 1661, à l'emplacement actuel. C'est également la naissance de la nouvelle paroisse Sainte-Marguerite de Bonvillard-sur-Orelle.

### Les confréries de la paroisse Sainte-Marguerite de Bonvillard-sur-Orelle
La paroisse Sainte-Marguerite de Bonvillard-sur-Orelle est composée de sept confréries en 1878. Leurs membres, nombreux, renouvellent régulièrement les employés et dignitaires de celles-ci.

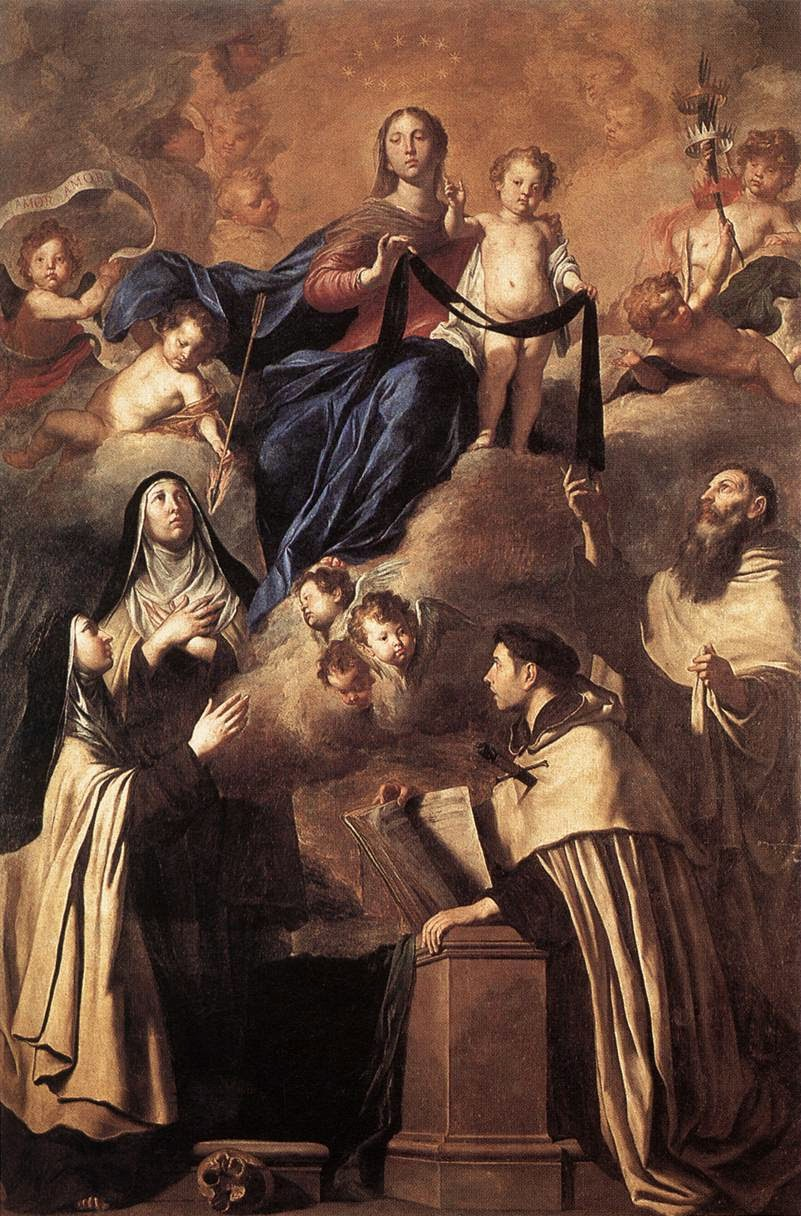
Notre-Dame-des-Carmes avec Marie-Madeleine de Pazzi, Thérèse d'Avila, Ange de Jérusalem et Simon Stock, tableau peint par Pietro Antonio Novelli.

- La Confrérie du Saint-Sacrement, « érigée en 1750 par Monseigneur l'évêque de Maurienne », composée de « Pénitents Blancs » qui accompagnent le Saint-Sacrement durant les processions : en effet, la tribune de l'église Sainte-Marguerite d'Orelle leur est réservée. C’est d’ailleurs ici qu’ils récitent l’office et où se trouvent leurs insignes, comme des croix, des falots et des bâtons[11].
- La Confrérie du Sacré-Cœur de Jésus a été établie par Monseigneur Billiet en 1834.
- La Confrérie de Notre-Dame-des-Carmes date de 1834 sous la décision de Monseigneur Billiet[12].
- La Confrérie du Saint-Rosaire possède un but favorisant la dévotion à la sainte Vierge par la récitation du Rosaire. Elle est érigée le 6 avril 1768. Cette confrérie est principalement dédiée au femmes et aux jeunes filles de la paroisse. La fusion entre les confréries des Carmes et du Rosaire s’effectua assez tôt à Orelle : d’ailleurs, dans l'église Sainte-Marguerite d'Orelle, on trouve un autel du Rosaire et un autel des Carmes[12].
- La Confrérie de l'Immaculé Cœur de Marie fut créée le 8 avril 1831 et est constituée de 87 dévots[11].
- La Confrérie de l'Immaculée Conception pour la Propagation du Bon-Livre.
- La Confrérie de la Propagation de la Foi regroupe 27 associés[12].

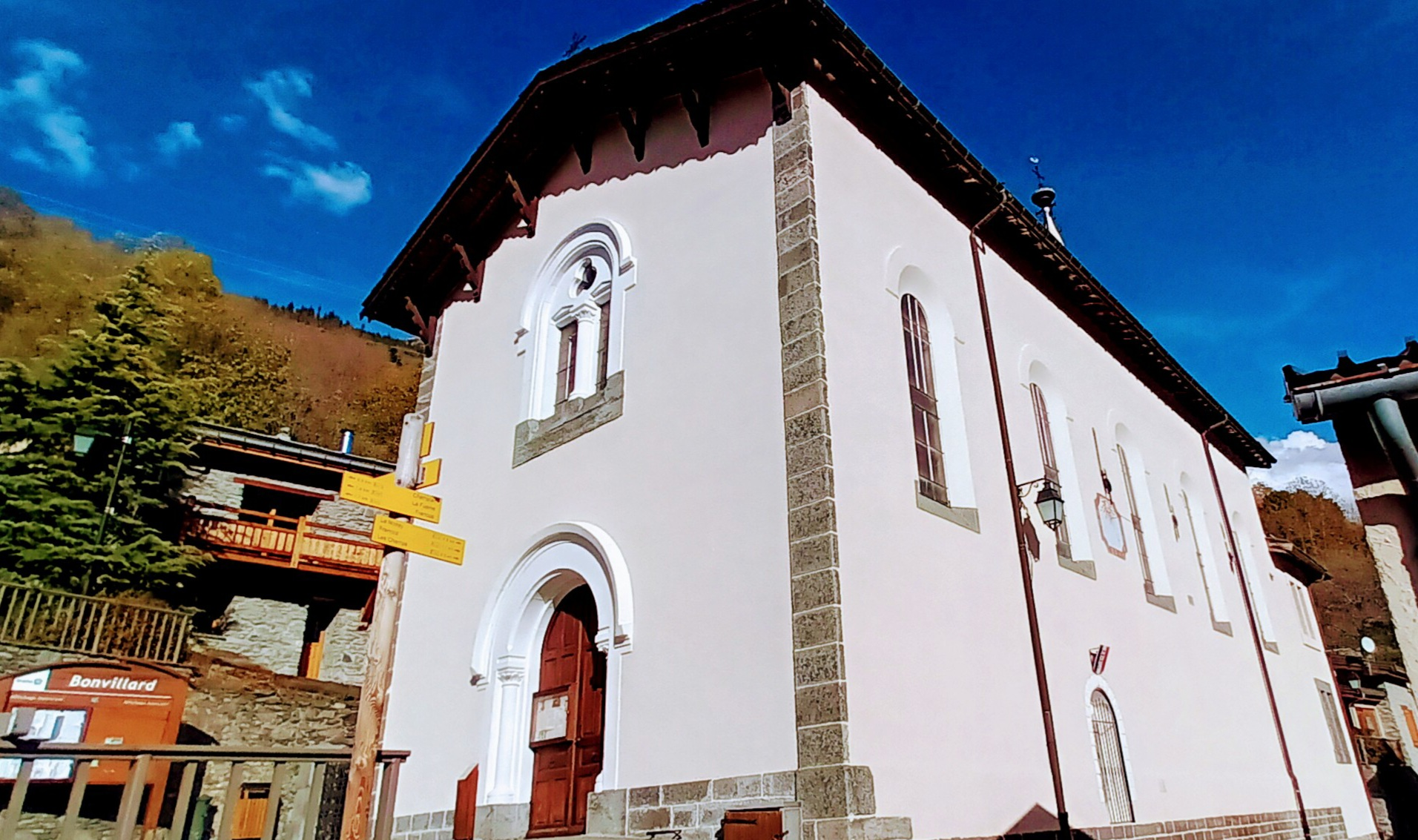
Église Sainte-Marguerite d'Orelle.

### Bonvillard a failli devenir une commune à part entière
Le 7 août 1894, après une longue bataille administrative pour se séparer du canton de Modane (auquel les élus trouvaient des préjudices d'absentéisme dans la commune), Orelle est rattaché au canton de Saint-Michel-de-Maurienne. Cette date marque une volonté de rupture au sein de la commune car Bonvillard souhaite se séparer d'Orelle : en effet, 300 Bonvillarins peuplent le village.
« Les élus d'Orelle protestent vivement [en imaginant] l'éloignement de Bonvillard et le dérangement occasionné pour les déclarations à faire en mairie pour les naissances, mariages, décès. » Le conseil municipal s'oppose fermement à cette ségrégation communale, à l'exception des élus bonvillarins. « Mais, devant l'insistance de la population et après plusieurs réunions houleuses, [il est décidé d'] établir les limites de la nouvelle commune » ; pourtant, l'inspecteur des contributions directes estime que la demande présentée n'est « pas sérieuse ».
« Le 5 septembre 1895, le conseil municipal et la commission syndicale de Bonvillard [...] sont réunis dans la salle commune sous la présidence de M. le sous-Préfet. » Les deux partis ne trouvant pas d'accord, le représentant de l'État repart dépité et la situation reste floue. De 1893 à 1901, la situation n'évoluera plus malgré des rencontres successives et à cause d'impasses idéologiques.
Enfin, la période compliquée pour Orelle s'adoucit : une route est construite entre chef-lieu d'Orelle et Bonvillard, c'est la route de La Fusine. 46 électeurs du hameau de Bonvillard (sur 56 inscrits) demandent la suppression du sectionnement électoral. En 1932, le maire de Saint-Michel-de-Maurienne, conclut la suppression de la ségrégation électorale, ce qui met fin auxdites années de conflits territoriaux.

### La rénovation de l'enceinte du cimetière de Bonvillard
Le village de Bonvillard possède son cimetière, le deuxième sur la commune avec celui d'Orelle. Les murs d’enceinte du cimetière de Bonvillard sont construits en pierres d’Orelle et se dégradent à la suite des intempéries. C’est pourquoi, en 2013, les piliers des portails, les couvertines des murs et les maçonneries murales ont été restaurés pour un montant financier communal de près de 50 000 €.

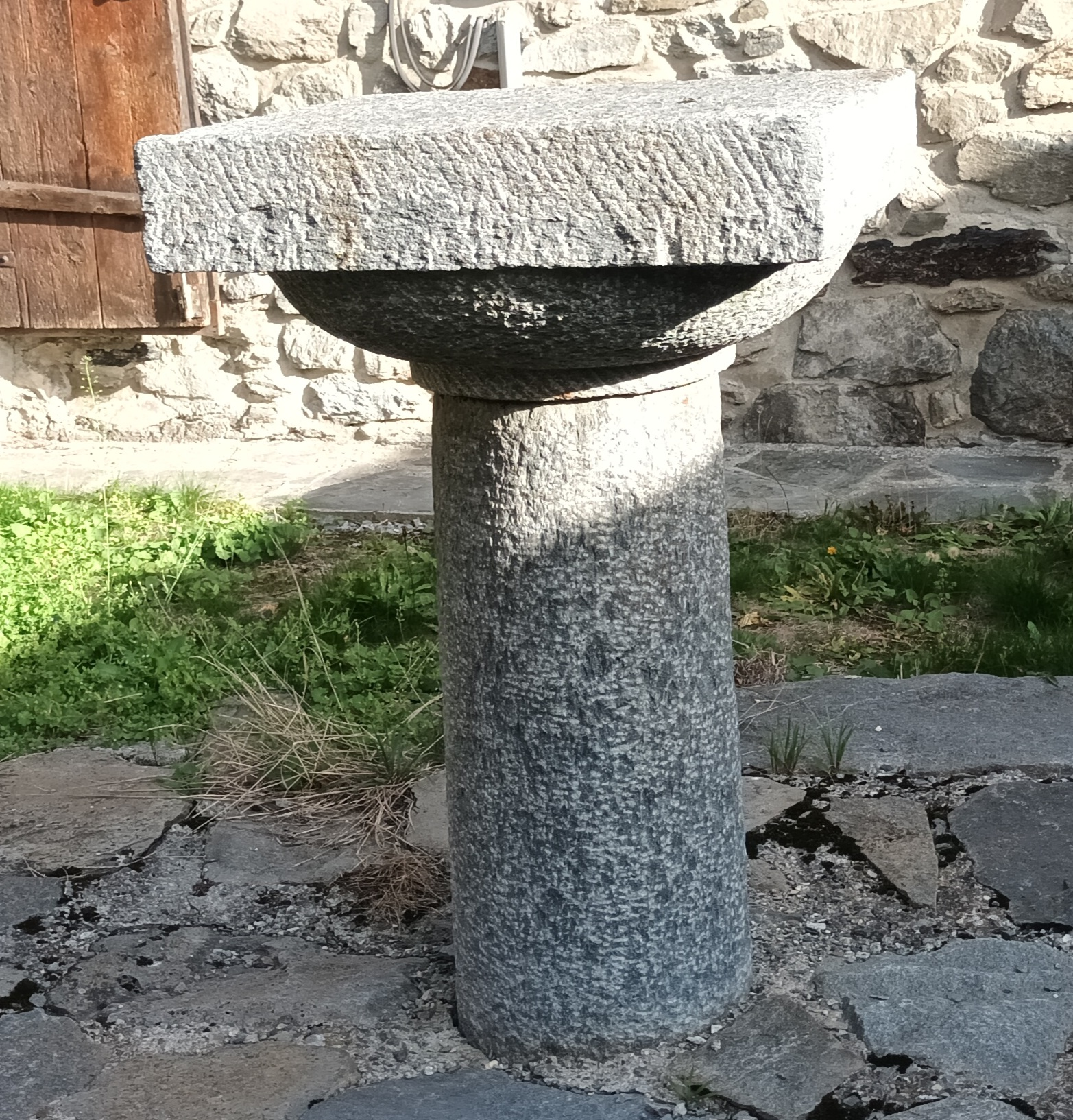
Table de messe en pierre taillée devant la chapelle de la Nativité de la Sainte-Vierge, aujourd'hui devenue une maison.
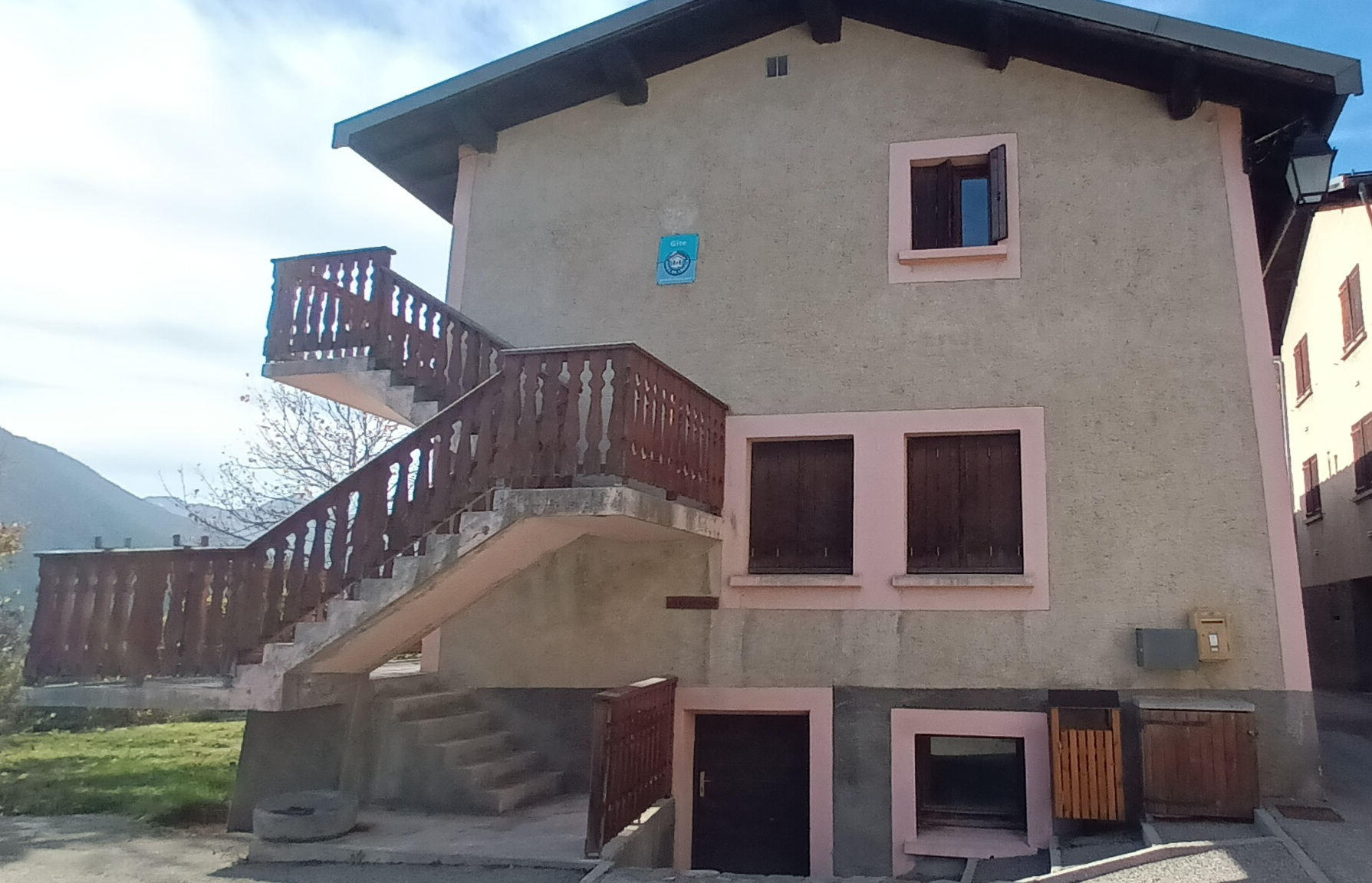
Ancienne école de Bonvillard, reconvertie en salle communale au rez-de-chaussée et gîte aux étages. Le four à bois du village est desservi par la porte la plus basse tout au-dessous.
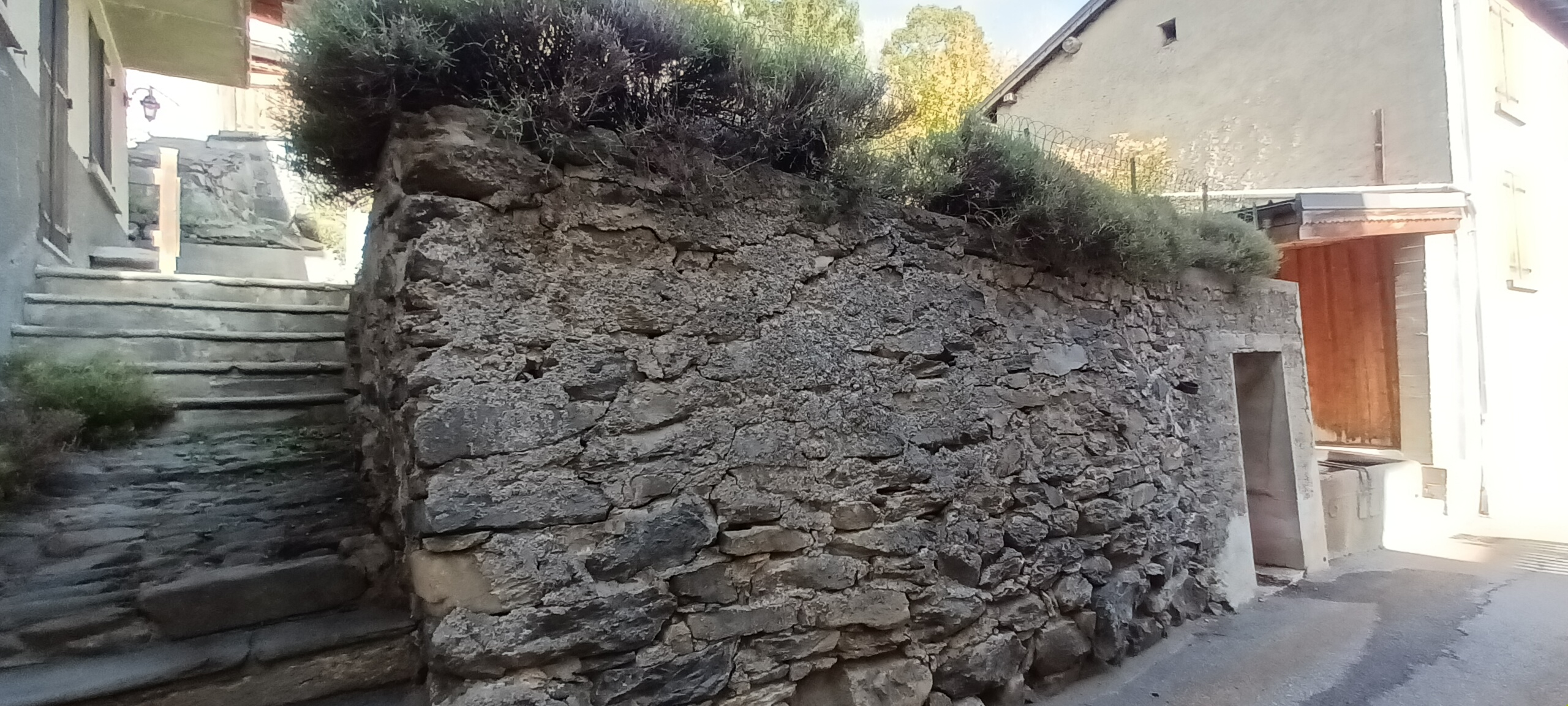
Mur en pierre et chaux au centre du village.
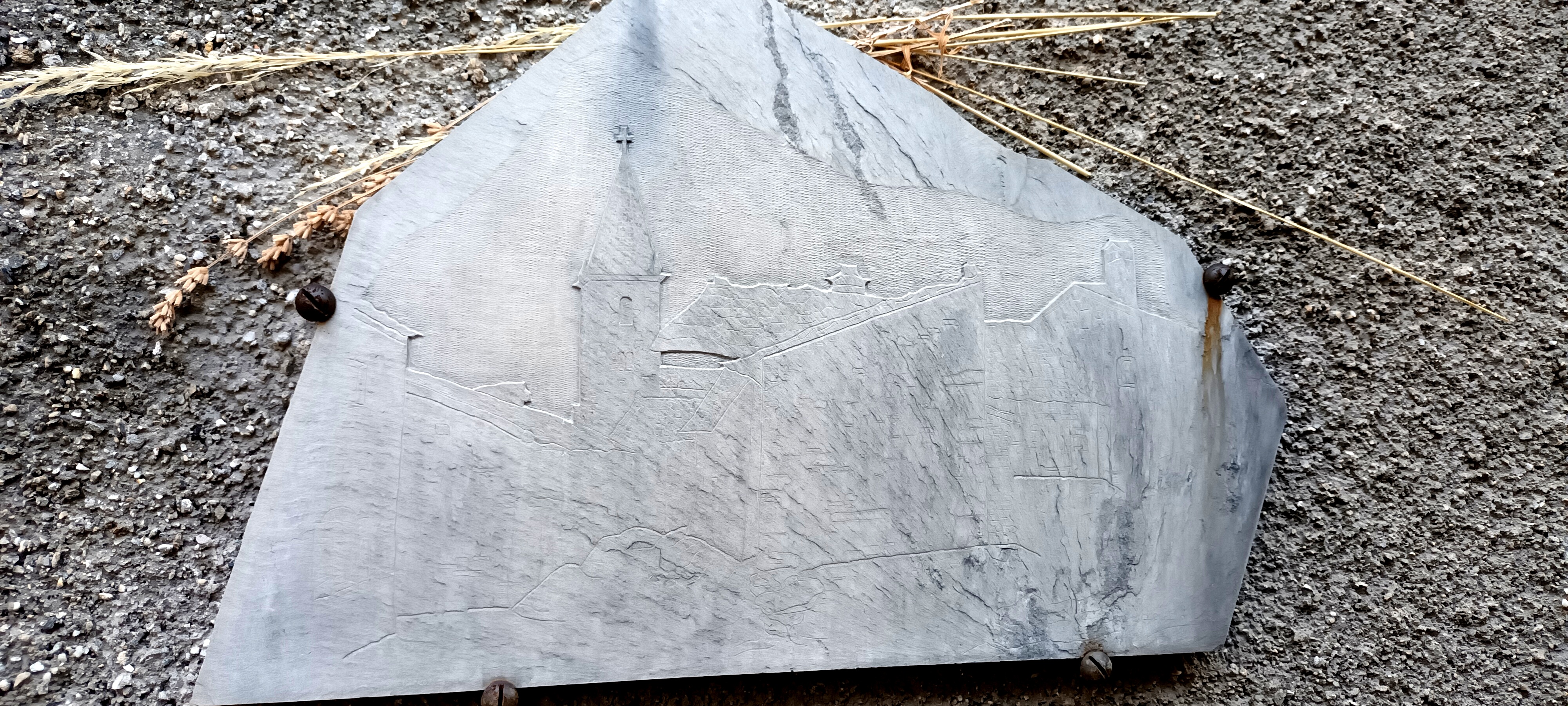
Gravure sur pierre à Bonvillard.
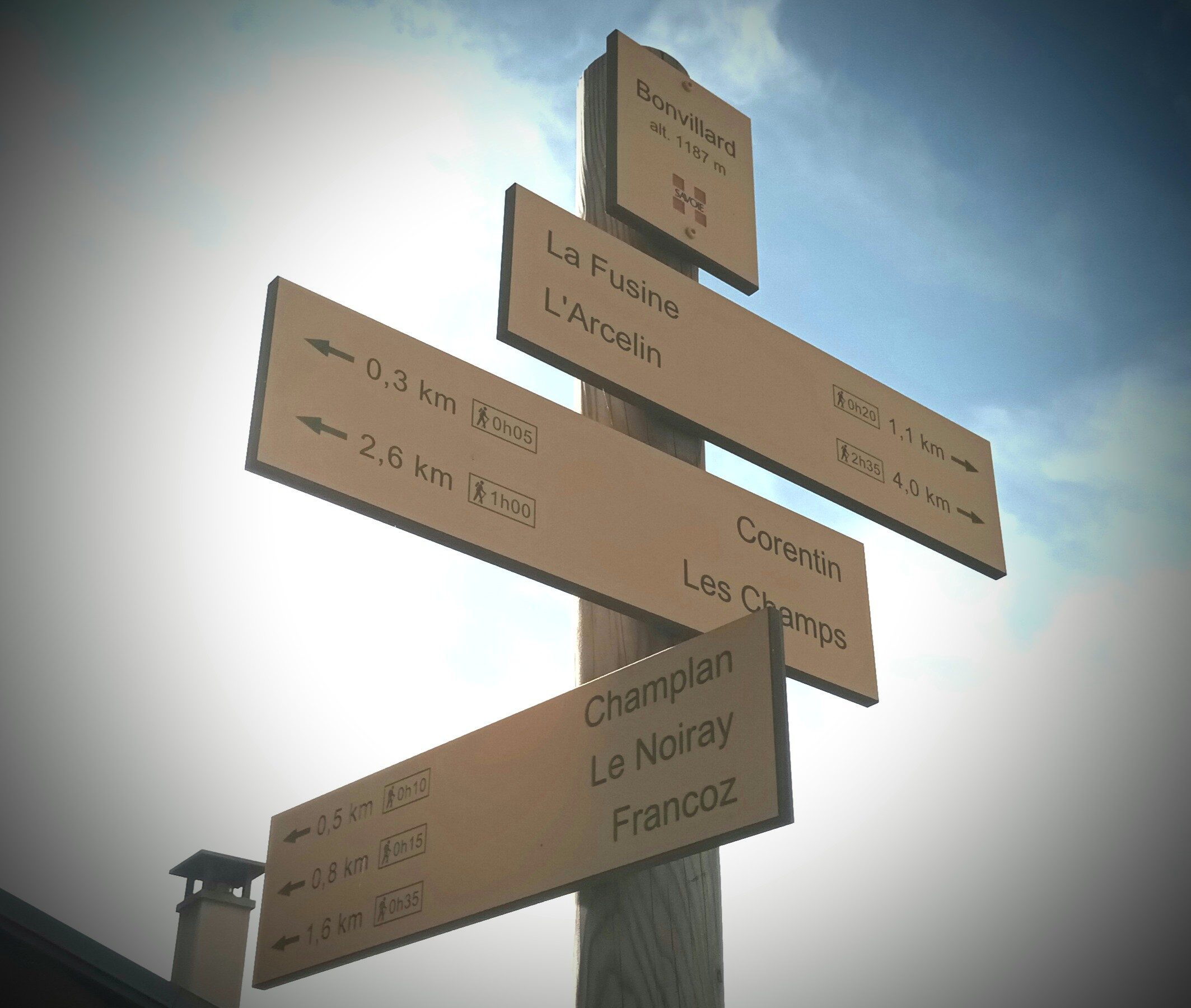
Panneau indicateur du centre du village.
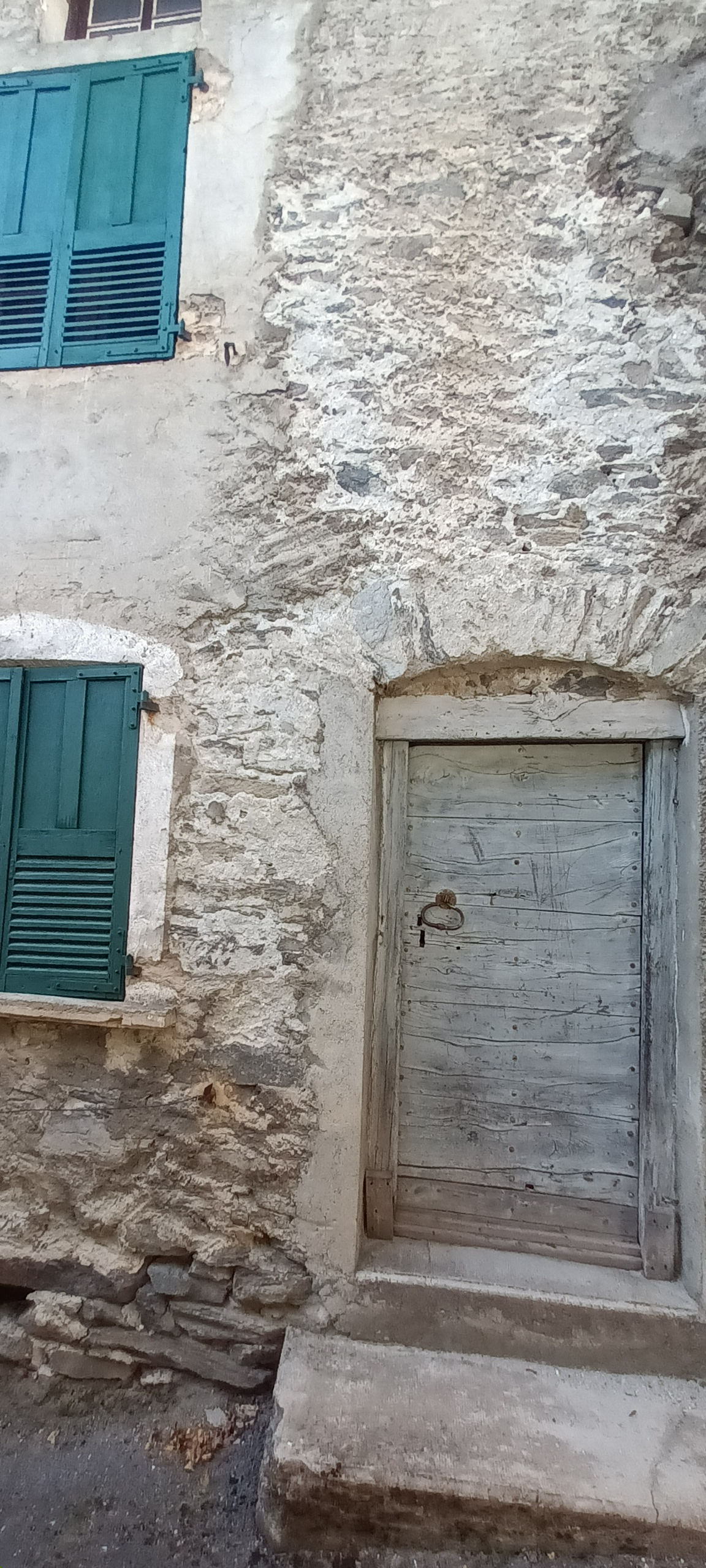
Habitation ancienne dans une ruelle de Bonvillard.
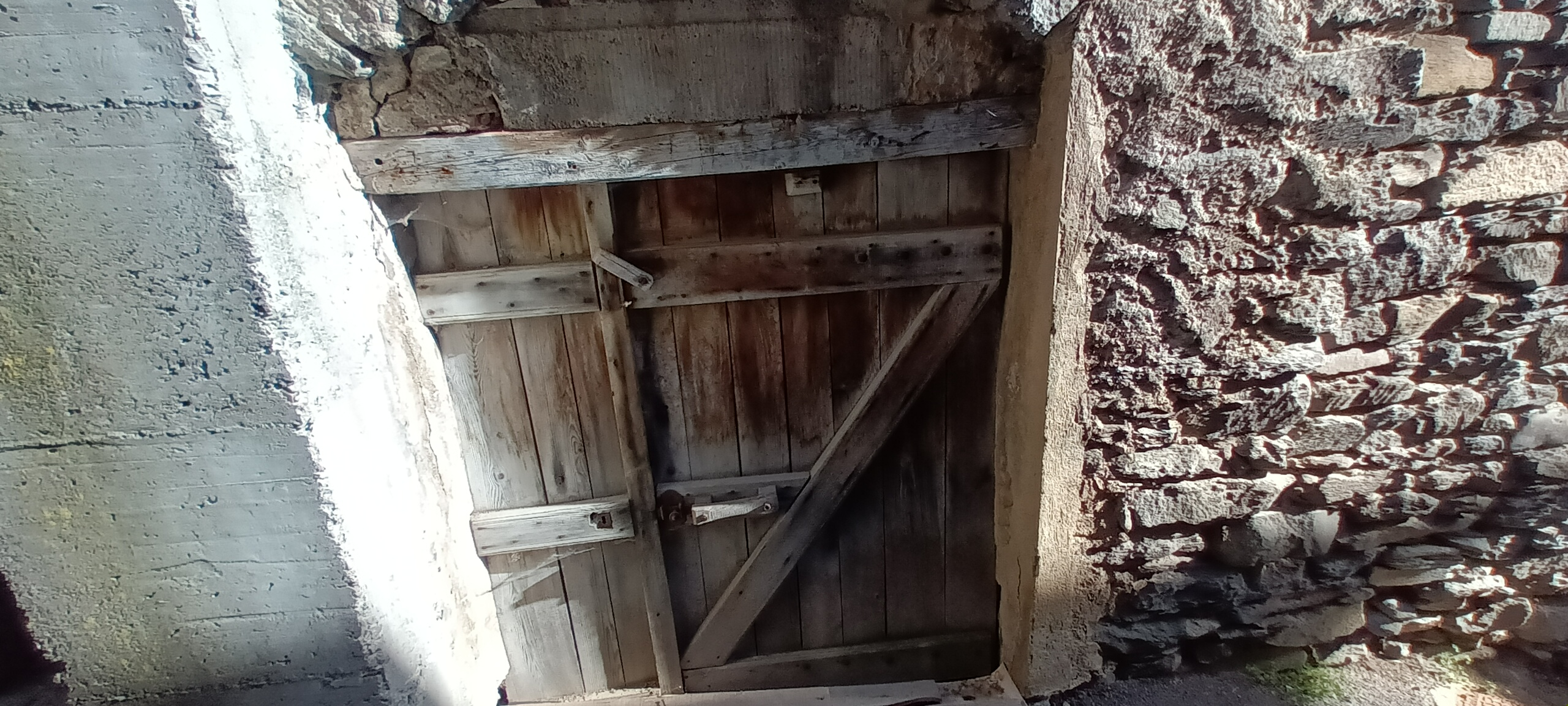
Porte en bois.
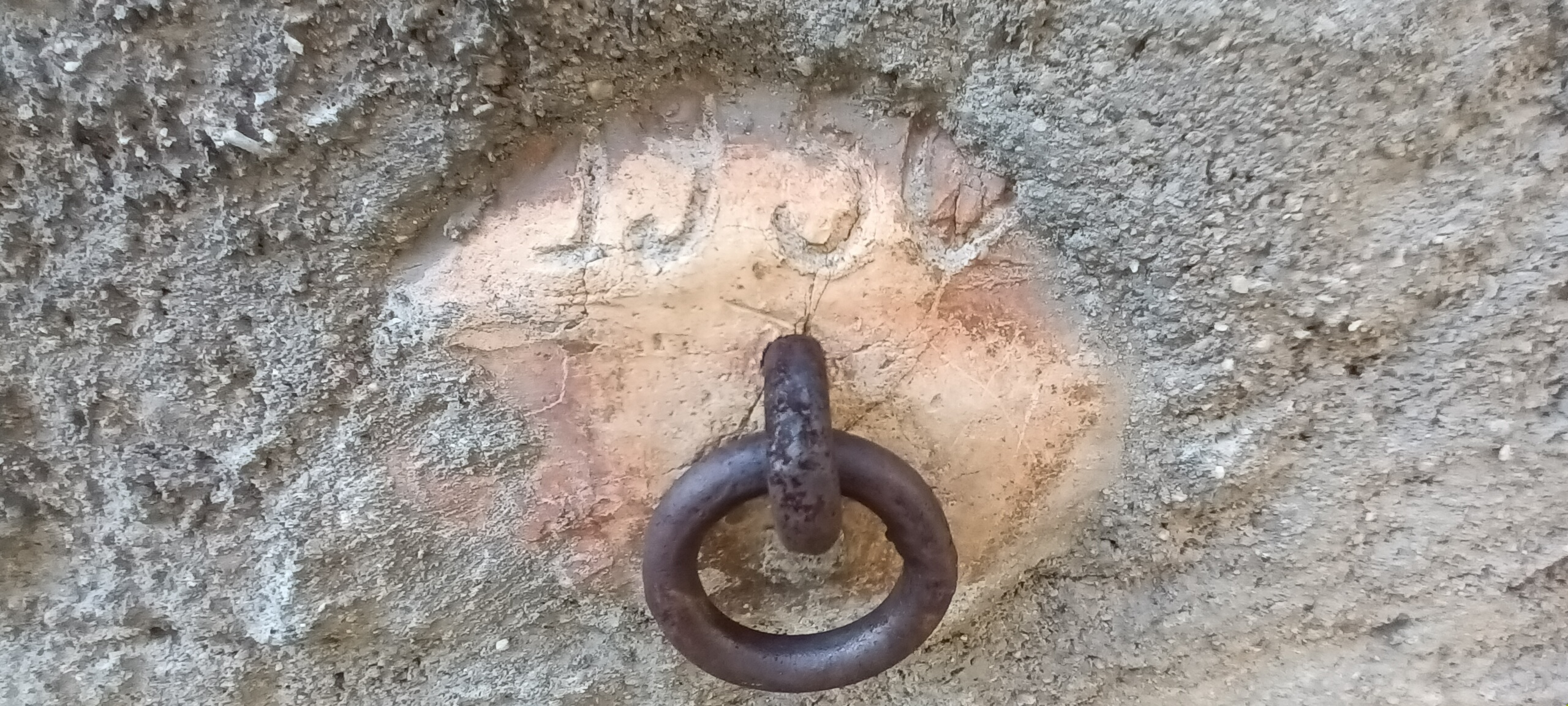
Mur et anneau datés de 1950.
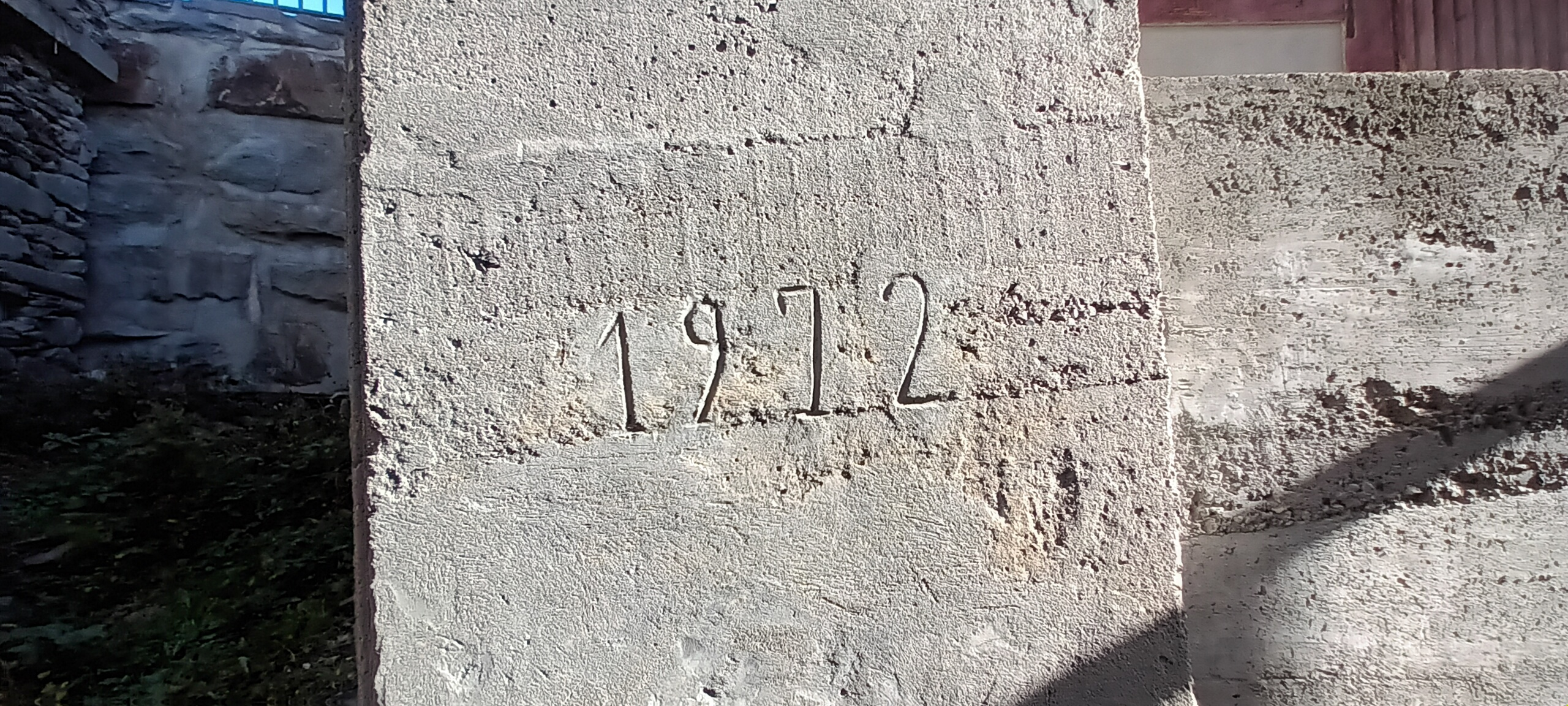
Pilier bétonné marqué de l'an 1972.

## Patrimoine
Patrimonialement, Bonvillard abrite notamment de nombreux monuments et créations historiques. Le village fait l'objet de visites guidées proposées par l'association Orelle Patrimoine durant l'été (les lundis à 18 h) et pendant les journées du Patrimoine, mettant en lumière les différents aspects du hameau.

### Église Sainte-Marguerite d'Orelle et chapelles de Bonvillard
- L'église paroissiale baroque Sainte-Marguerite d'Orelle est située au centre du village[17].

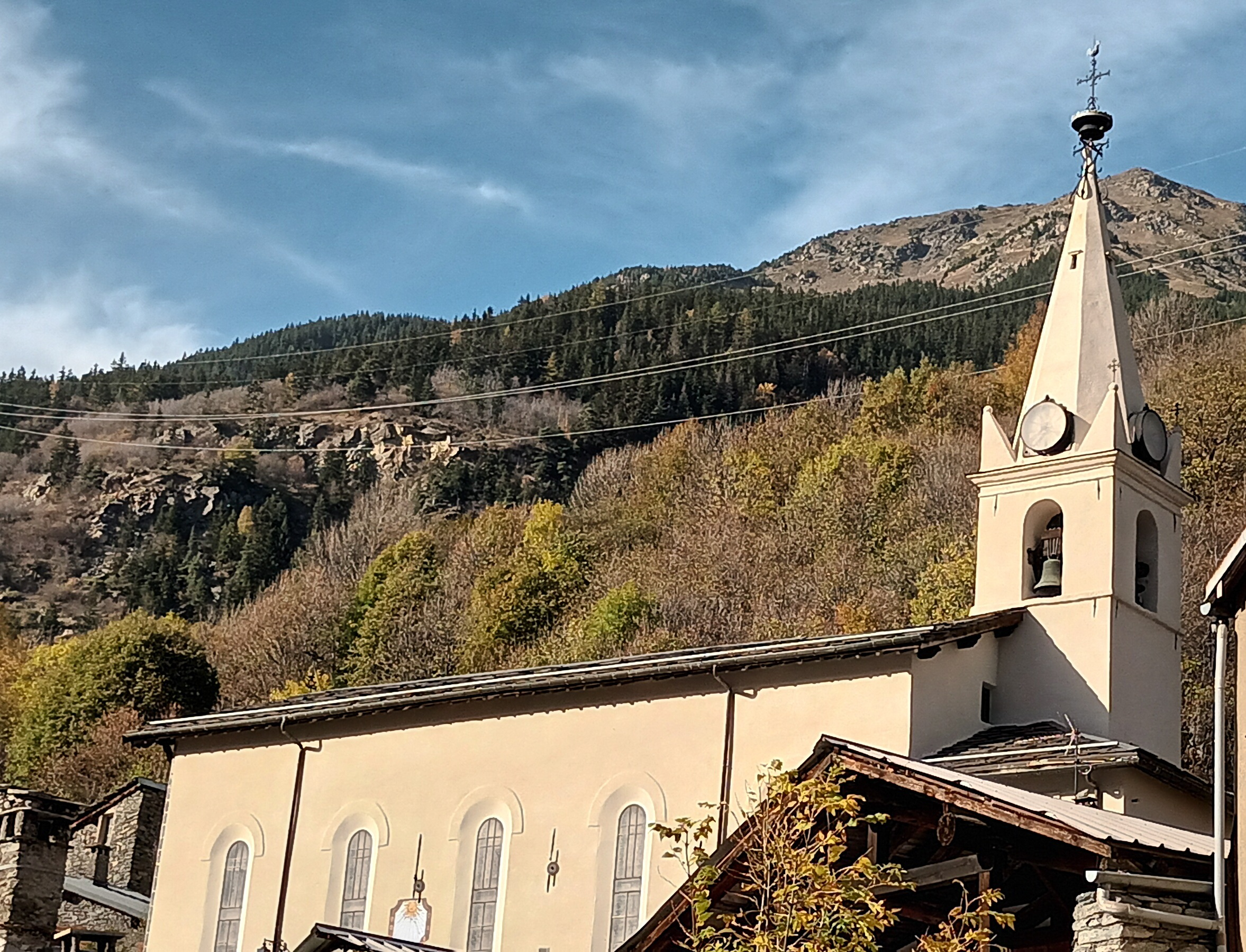
La chapelle de la Nativité de la Sainte-Vierge d'Orelle (45° 12′ 46″ N, 6° 33′ 29″ E)[18],[19] est située à l'entrée est du village, désormais habitation.
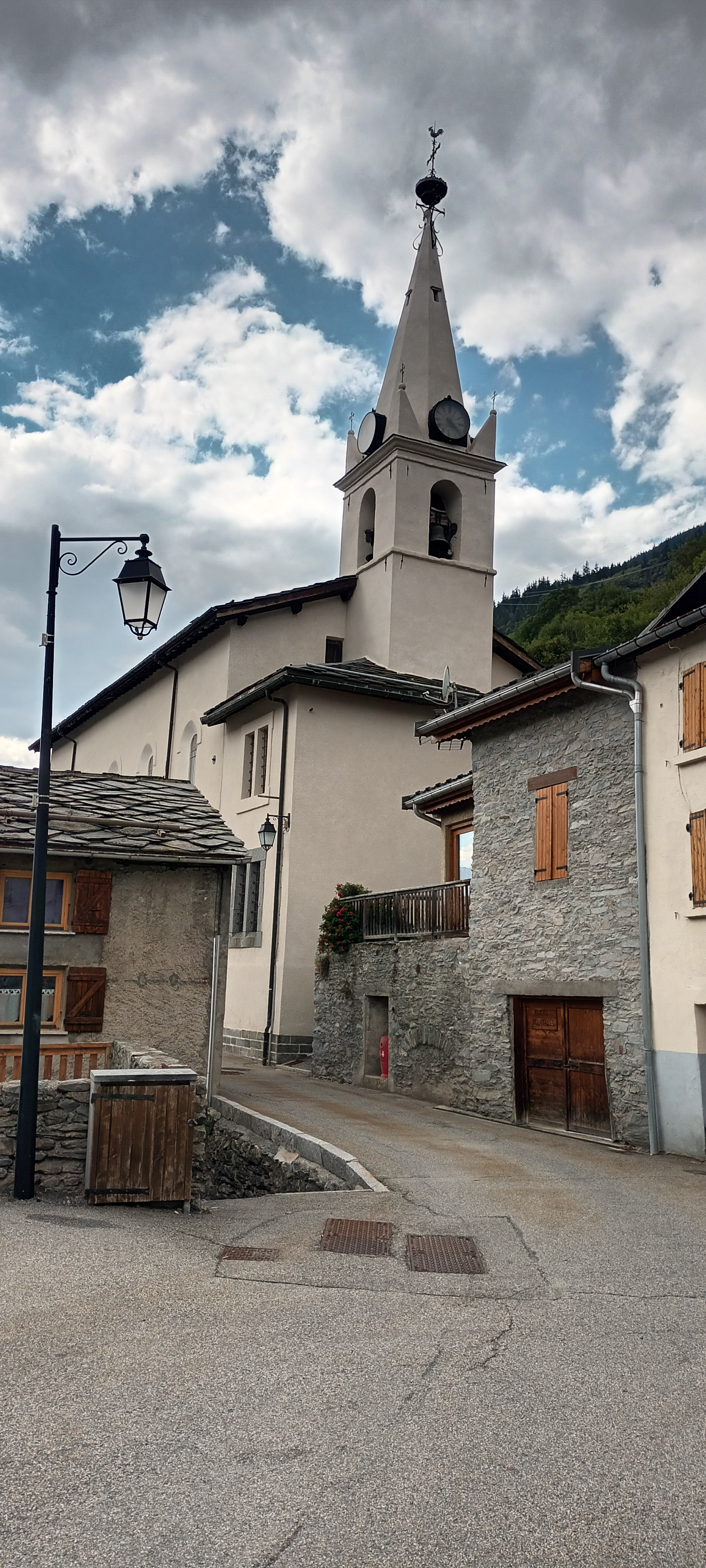
Le clocher de l'église Sainte-Marguerite d'Orelle dans la rue principale de Bonvillard.

- La chapelle du Sacré-Cœur de Jésus d'Orelle était située au centre du cimetière de Bonvillard, rattachée à la paroisse de Bonvillard (45° 12′ 55″ N, 6° 33′ 28″ E)[19].
- L'oratoire Notre-Dame-de-Paradis à l'entrée sud.
- L'oratoire Notre-Dame-de-Grâce aux Crozes.
- L'oratoire Notre-Dame-de-Confiance au Planet.
- L'oratoire Notre-Dame-du-Vœu à la Présaz.
- L'oratoire Saint-Élie au Crêt du Vlé.
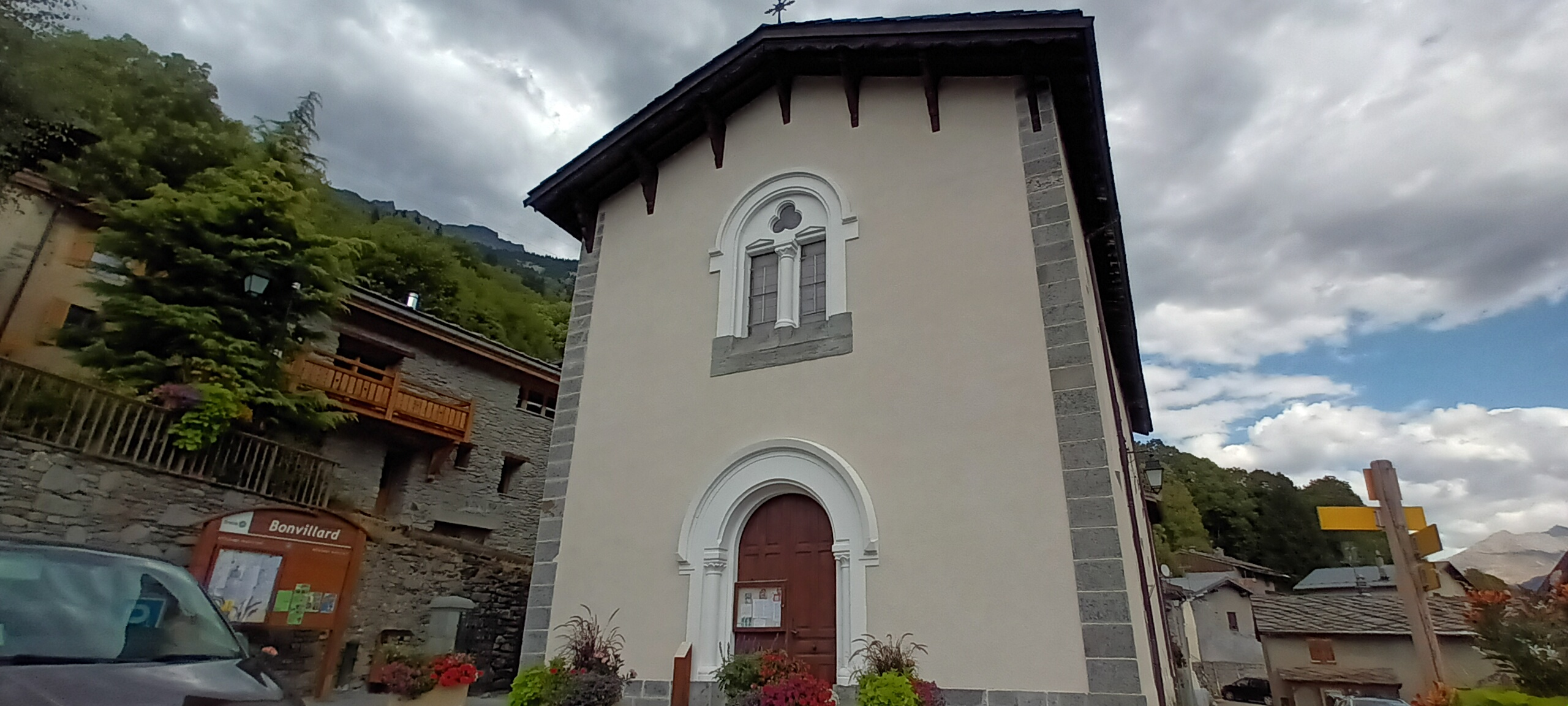
L'oratoire Saint-Guérin à Leschaux.  - Église Sainte-Marguerite d'Orelle.
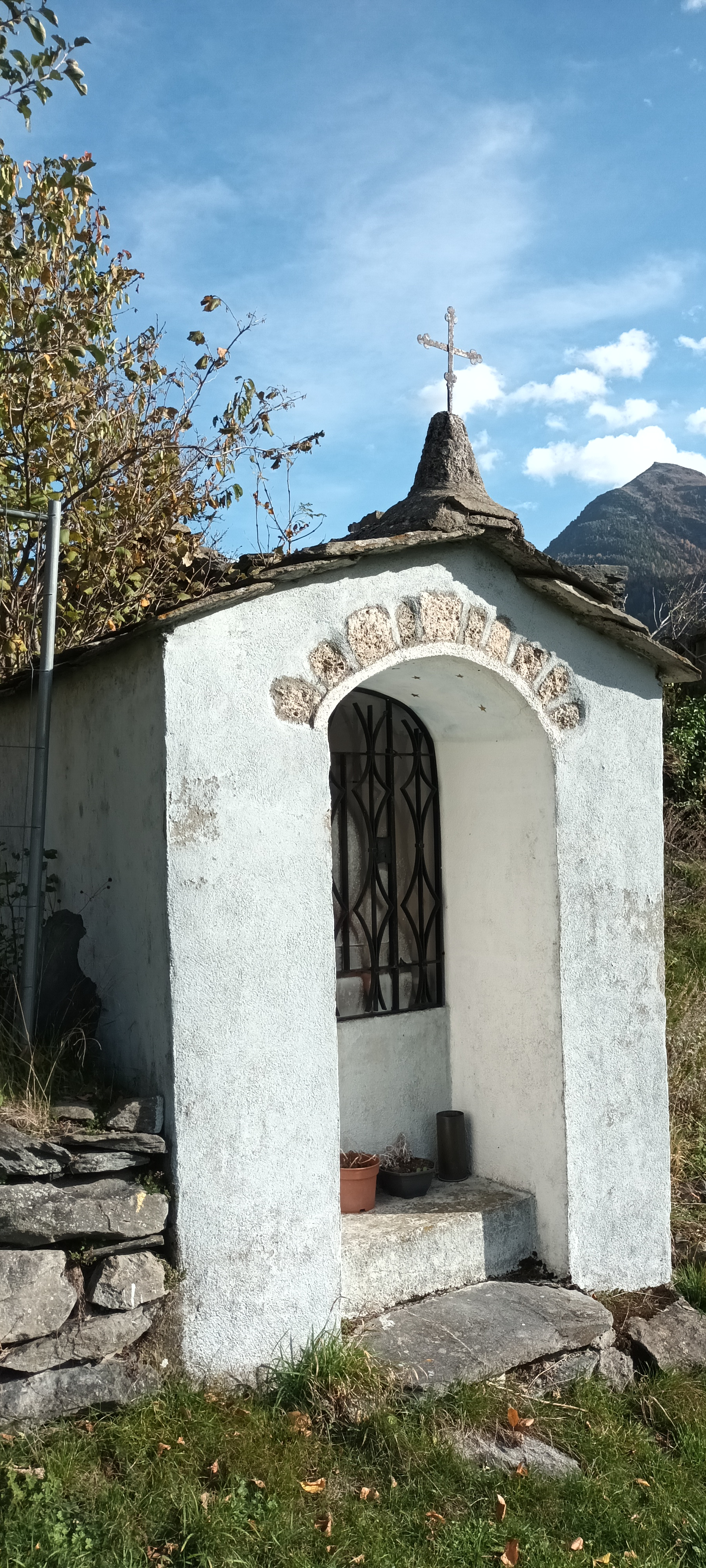
L'oratoire Notre-Dame-de-Paradis de face.
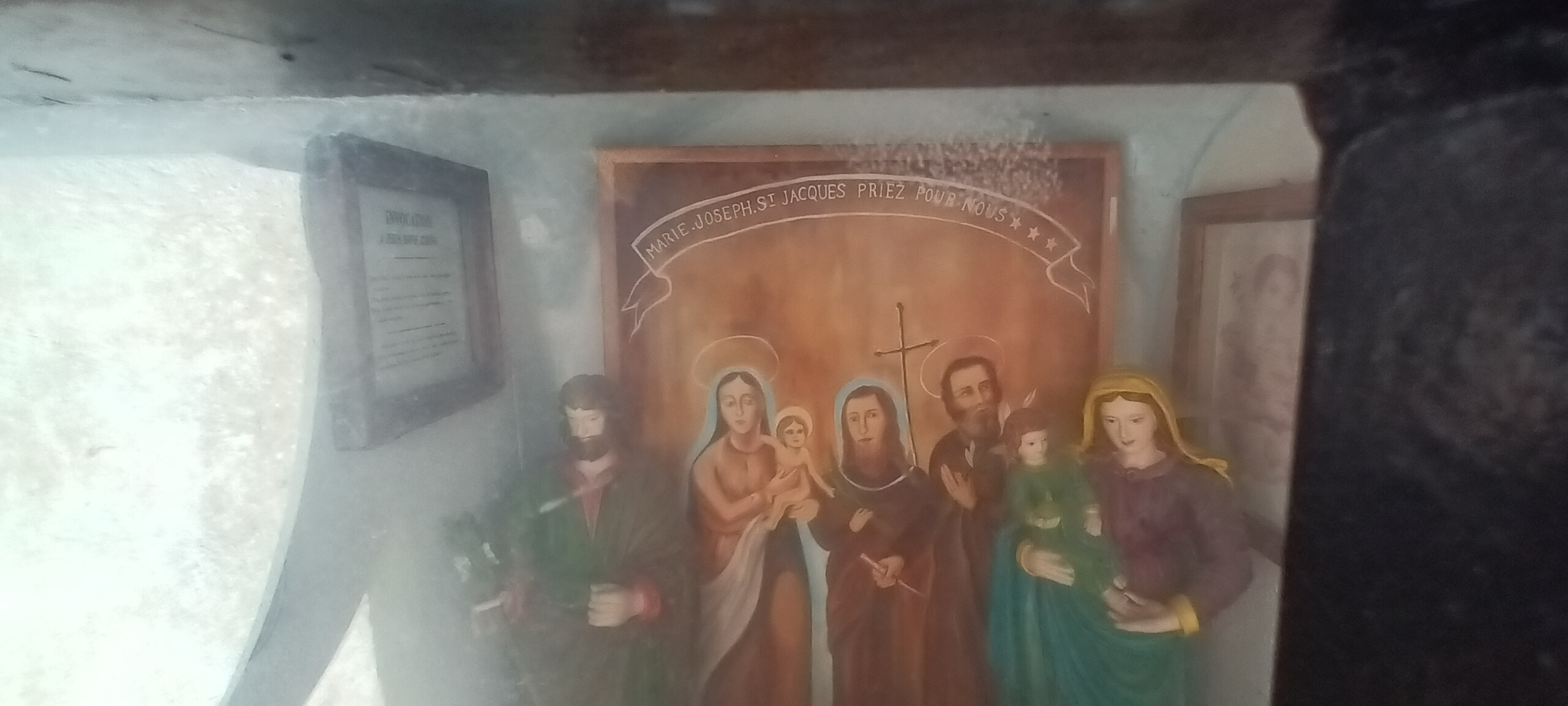
La décoration intérieure de l'édifice dévoile Marie, Joseph et saint Jacques.
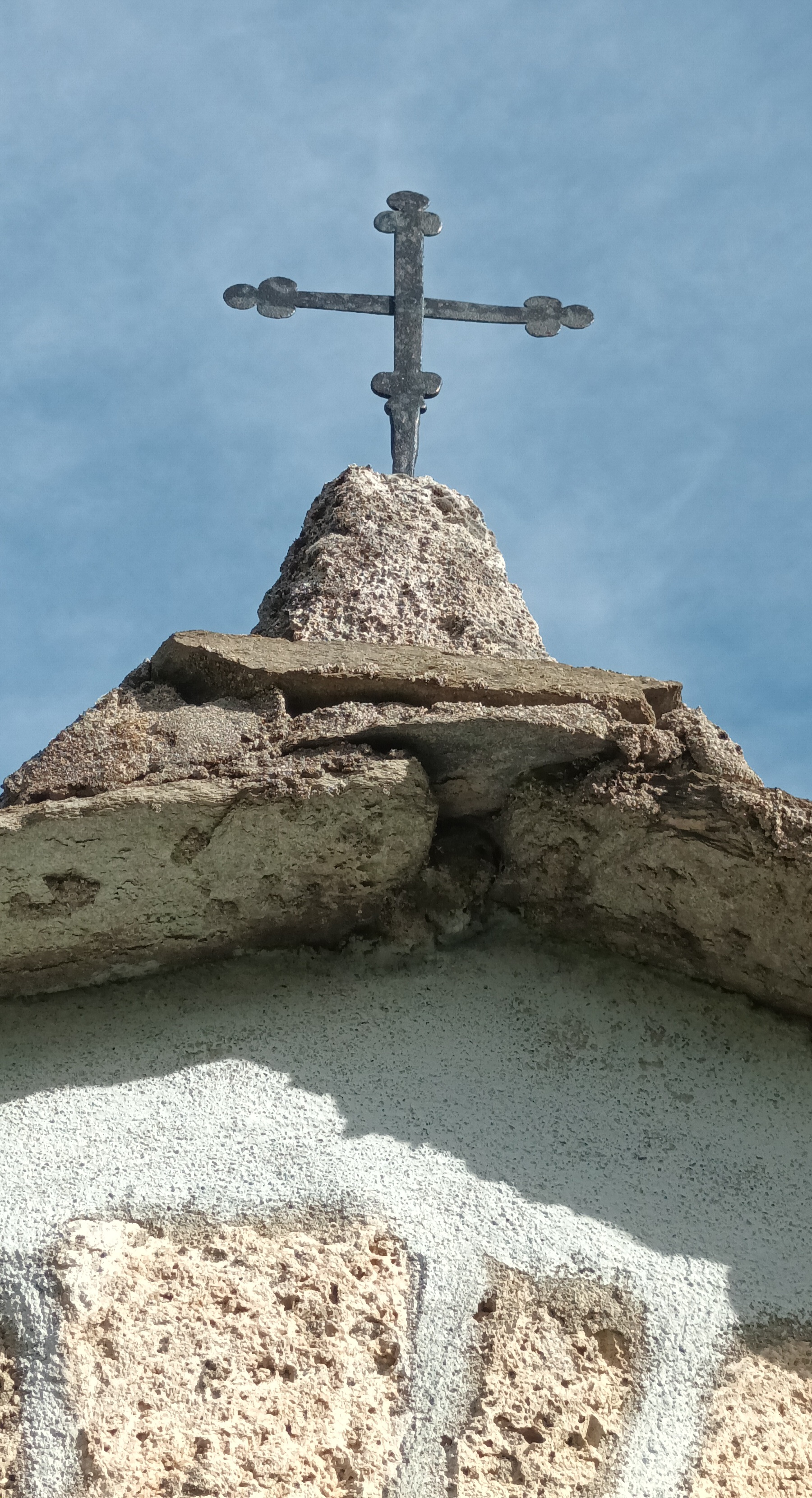
Croix édifiée de l'oratoire.
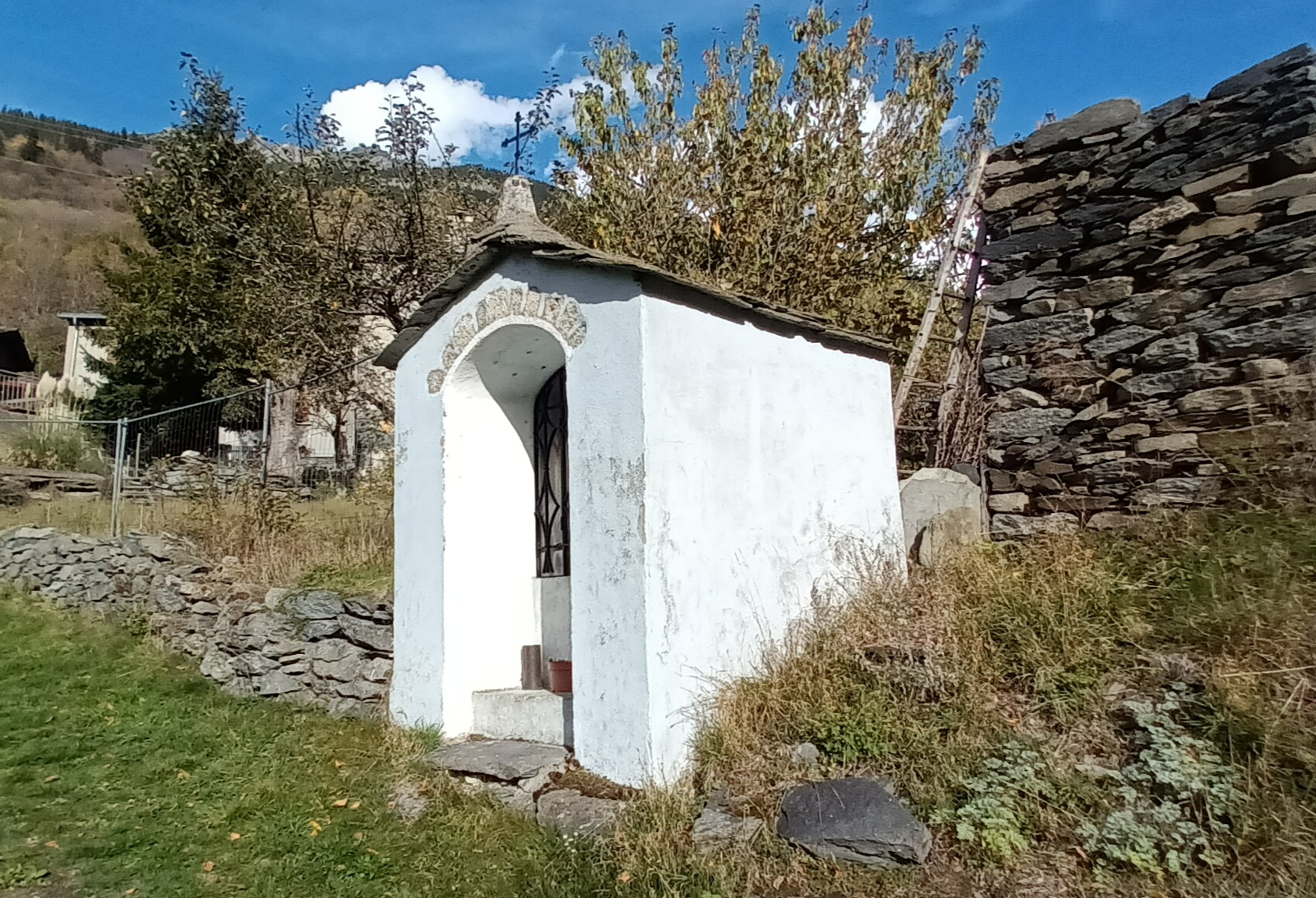
L'édifice.
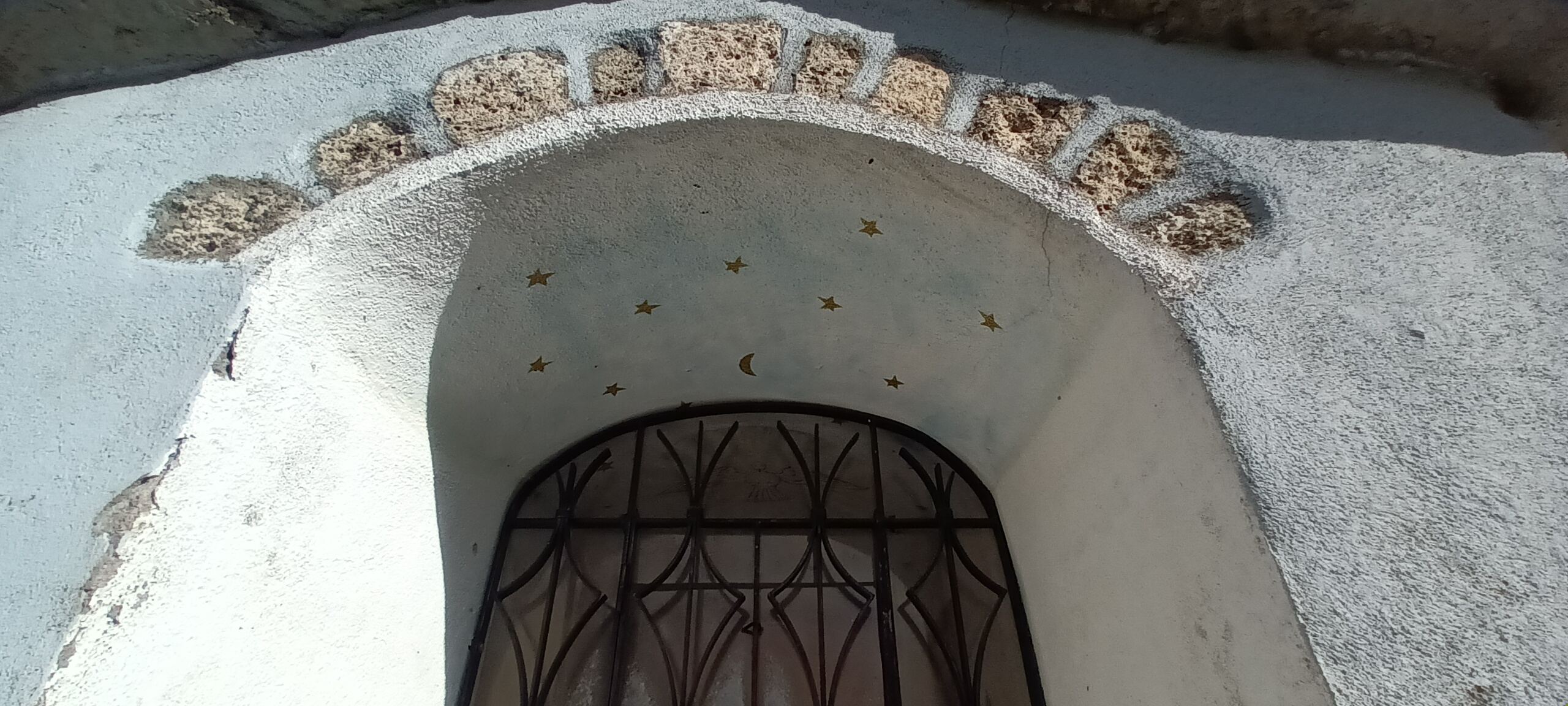
Plafond étoilé et luné.
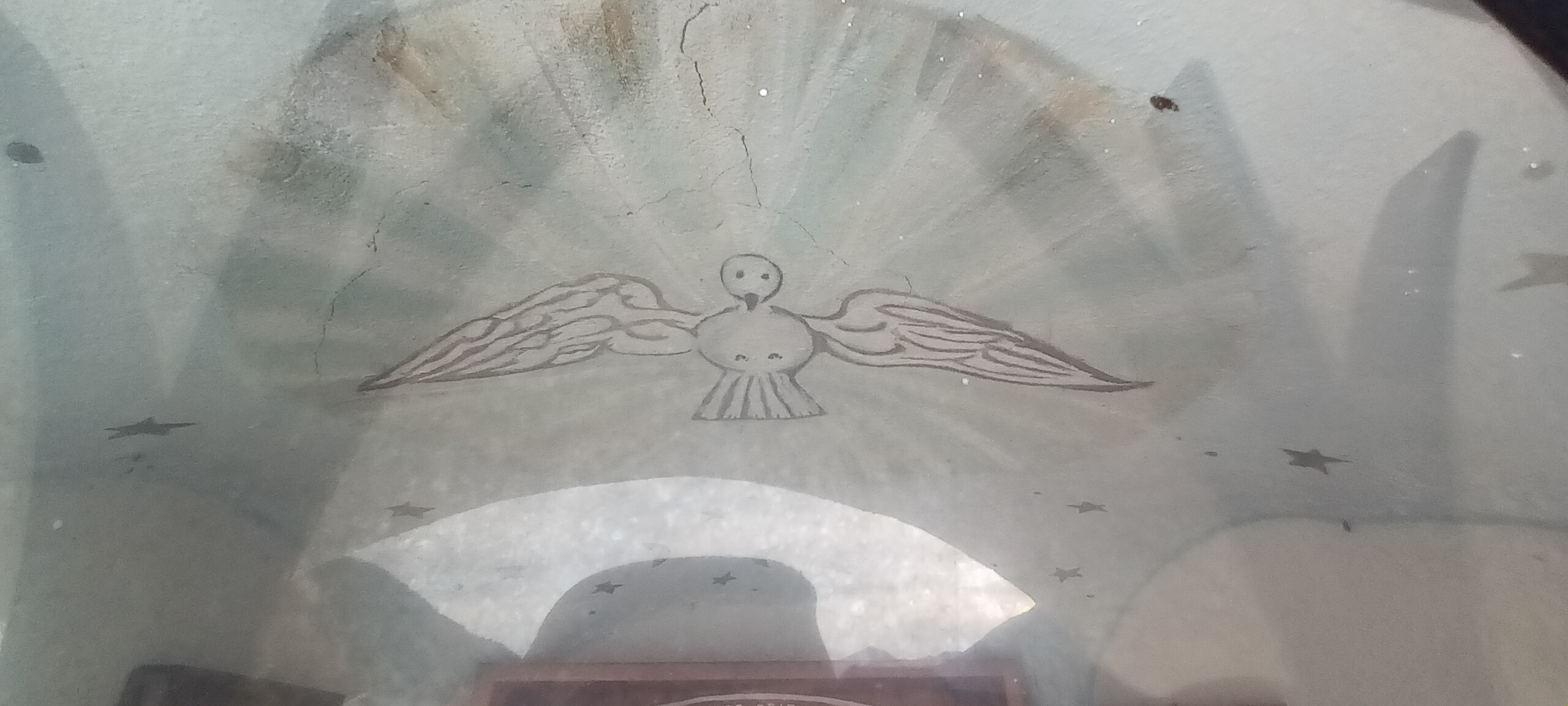
Aigle peint au plafond.
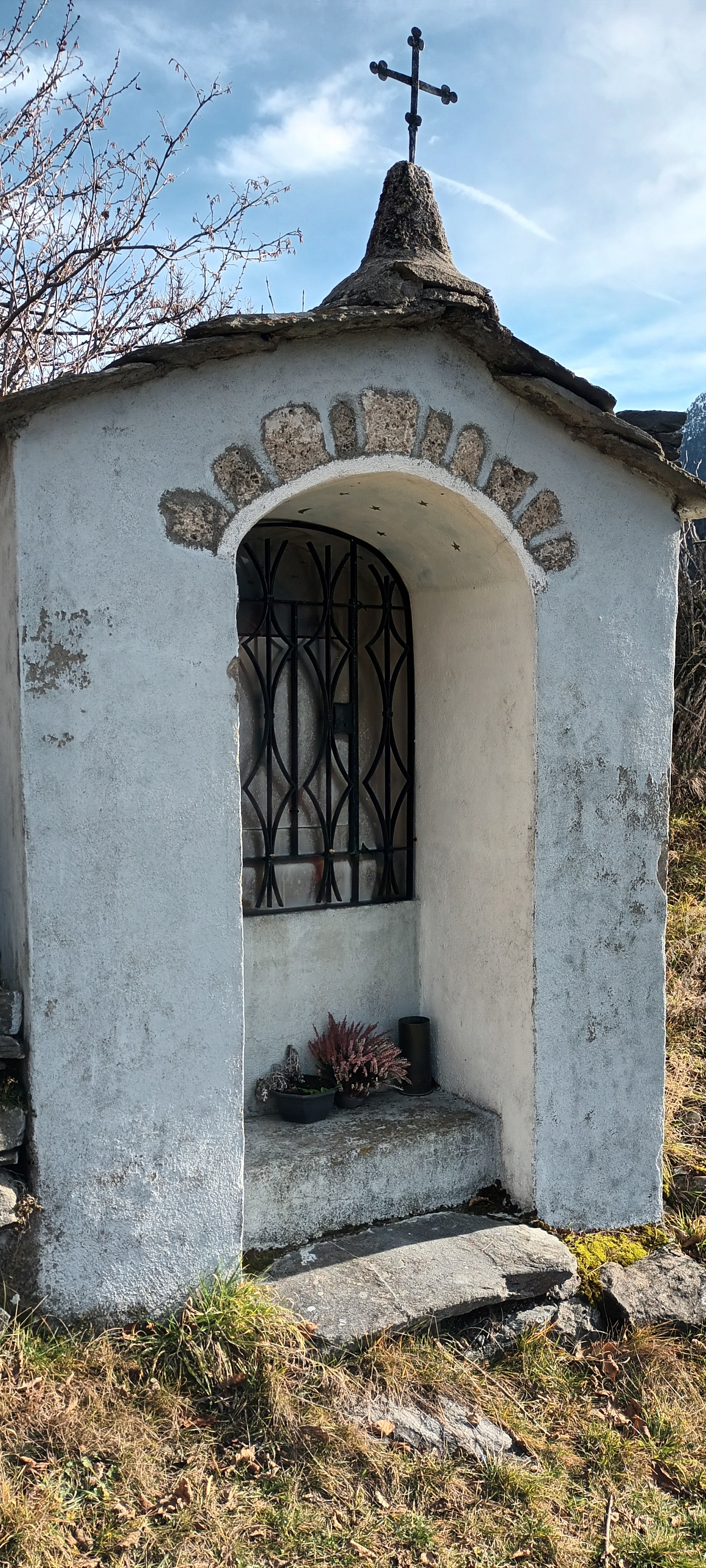
L'oratoire en 2023.
  - Le clocher de l'église Sainte-Marguerite d'Orelle dans la rue principale de Bonvillard.
  - Bonvillard abrite l'église Sainte-Marguerite.
  - L'oratoire Notre-Dame-de-Paradis de face.
  - La décoration intérieure de l'édifice dévoile Marie, Joseph et saint Jacques.
  - Croix édifiée de l'oratoire.
  - L'édifice.
  - Plafond étoilé et luné.
  - Aigle peint au plafond.
  - L'oratoire en 2023.

### Lavoirs et fontaines
Des lavoirs d'époque et de nombreuses fontaines coexistent dans le lotissement.

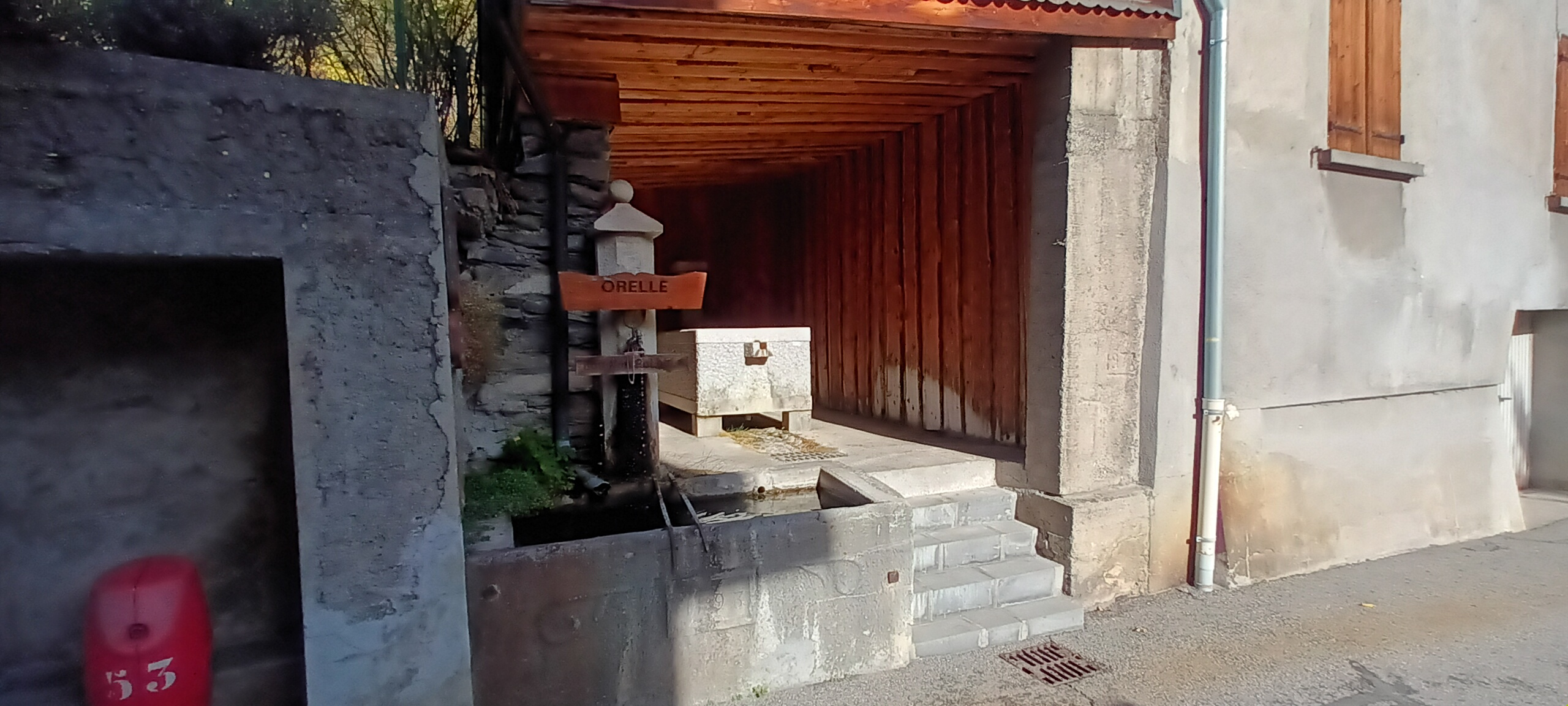
Le grand lavoir de Bonvillard se trouve au centre du bourg ;
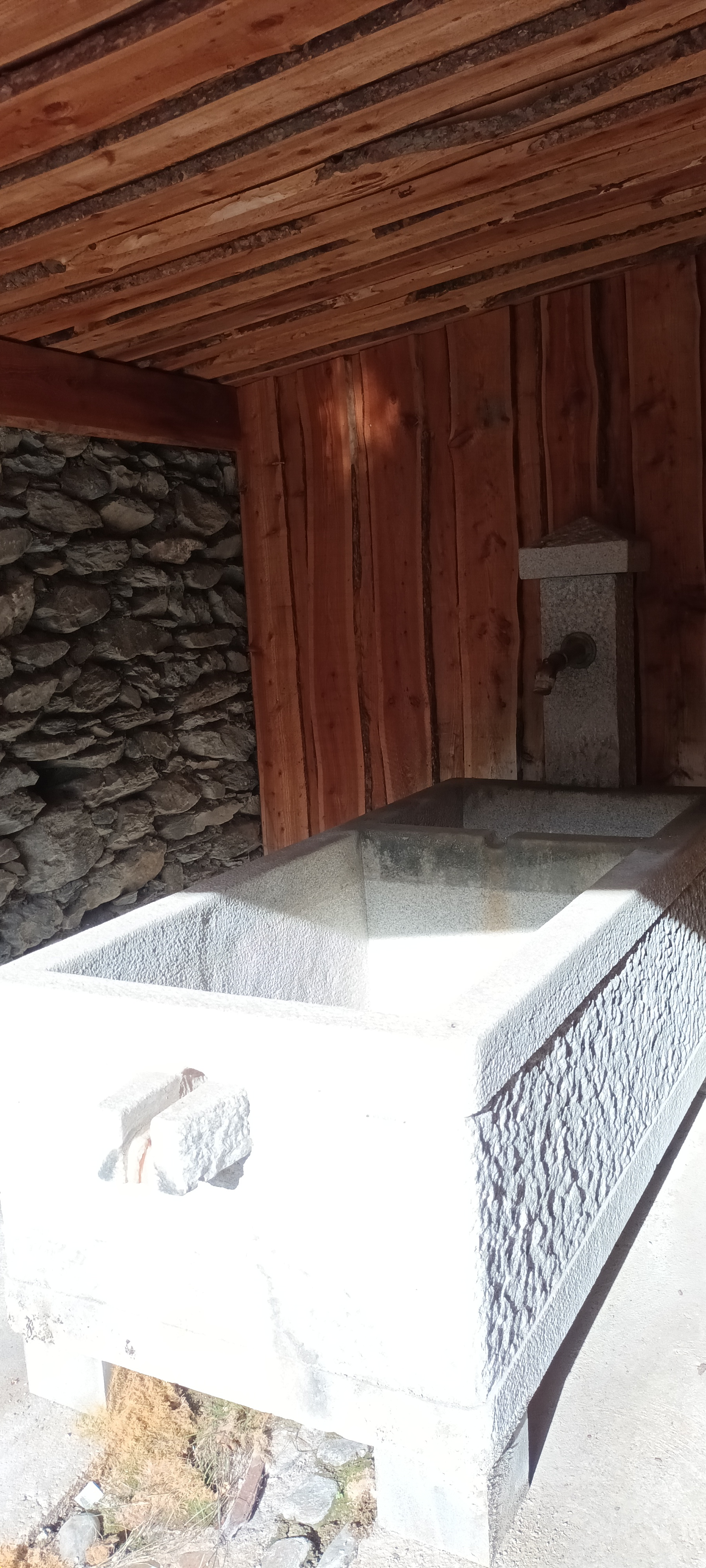
Le lavoir de l'école est dessous ;
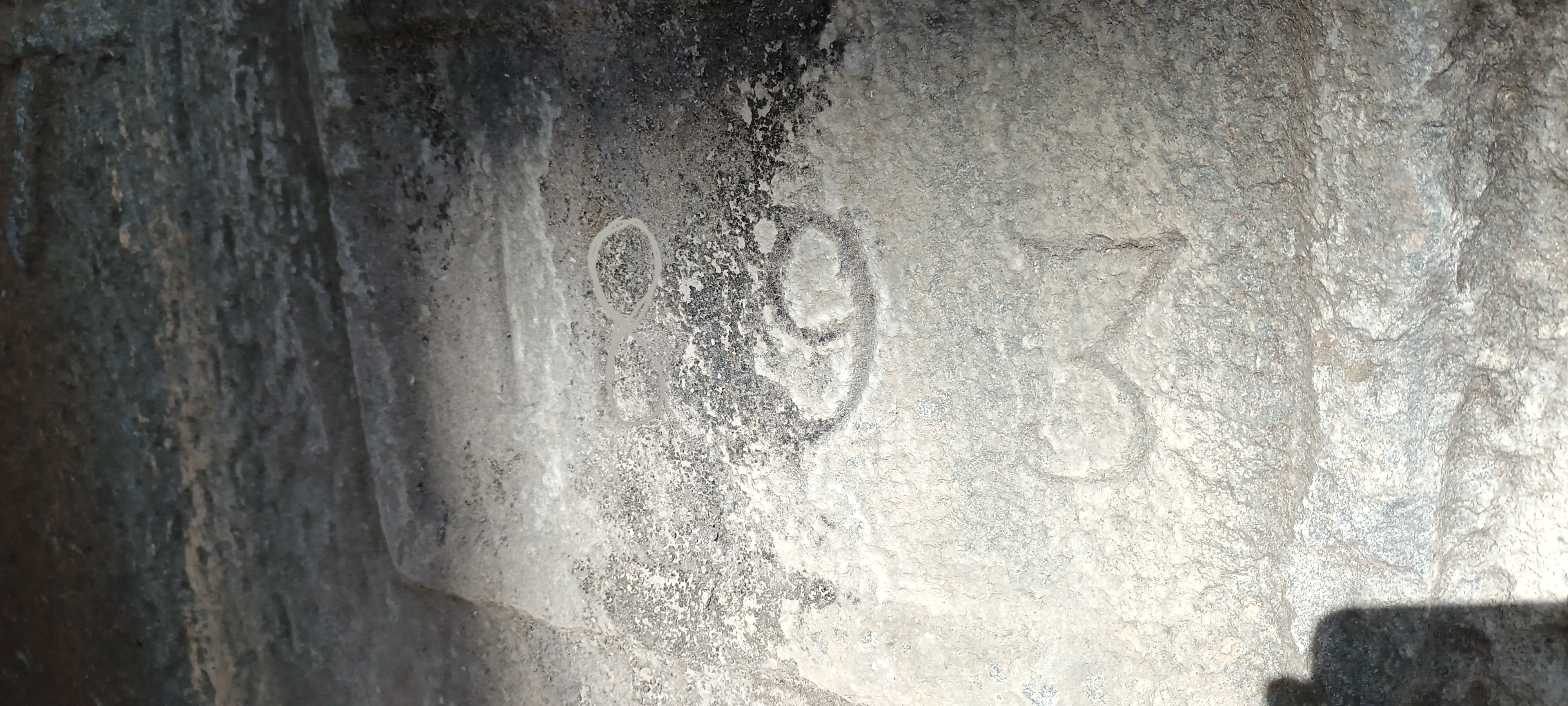
Datation gravée dans le petit lavoir au-devant : 1893.
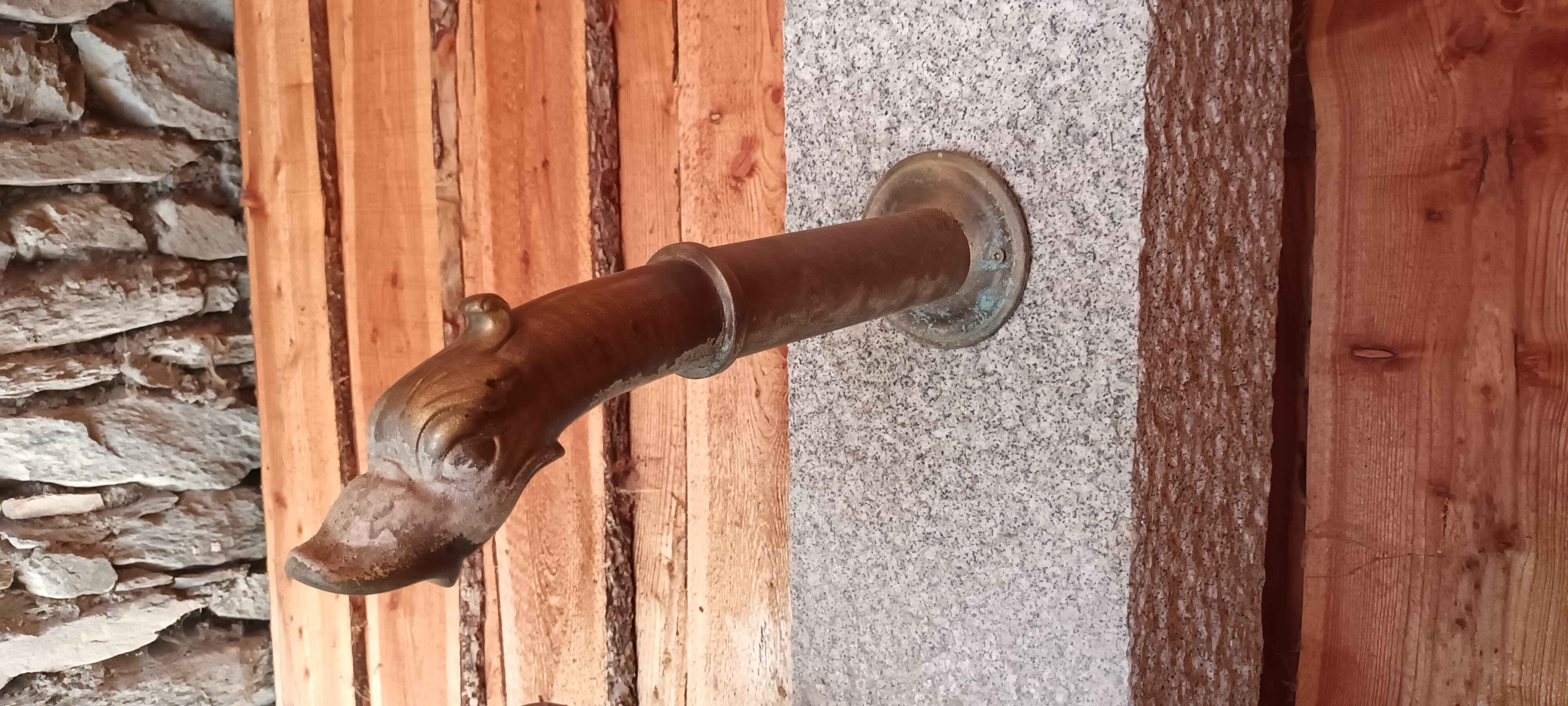
Robinet sculpté dudit lavoir.
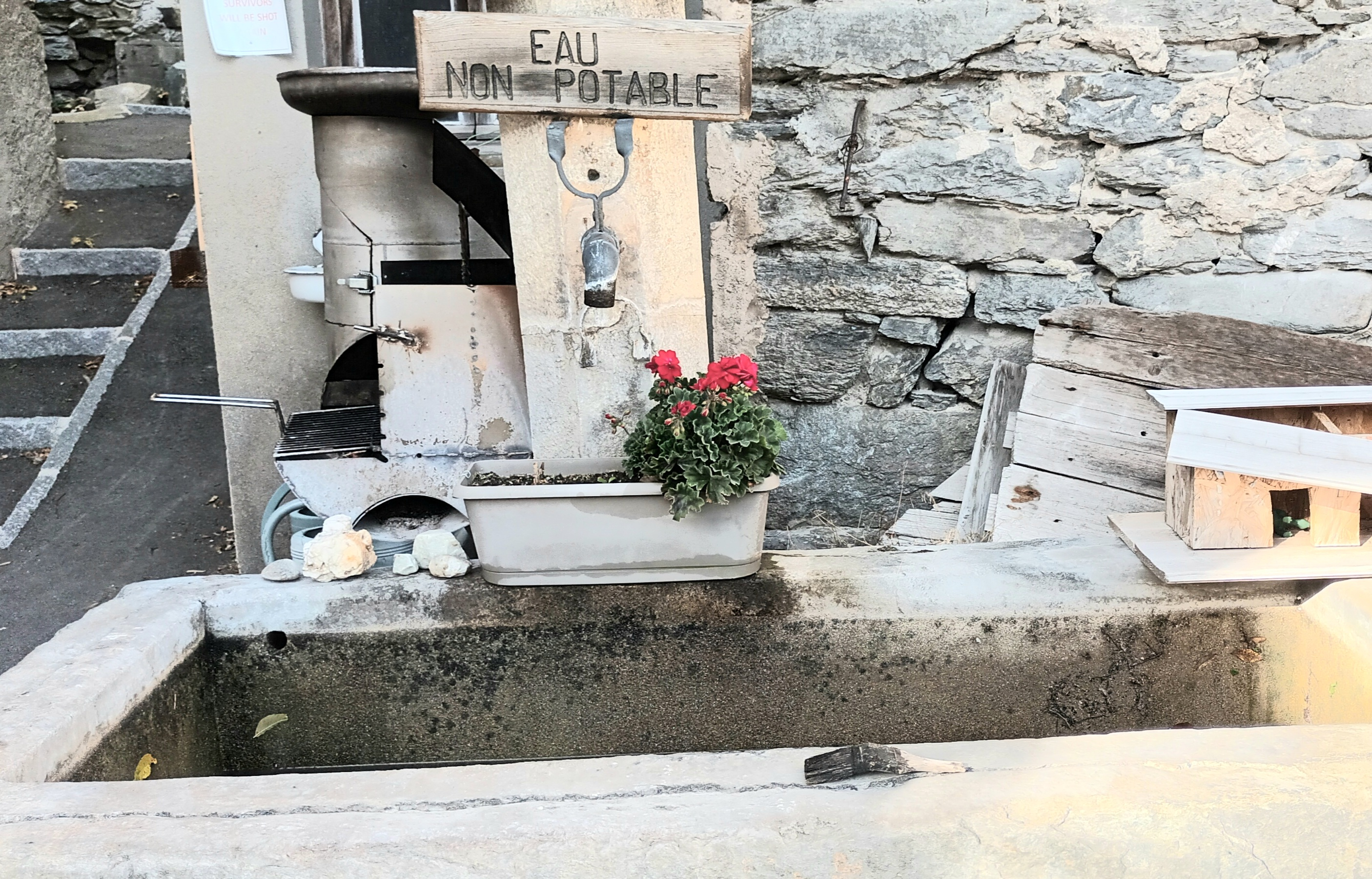
Le lavoir du cimetière de Bonvillard est près de ce dernier lieu ;
- Le lavoir du Dessus est au-dessus du village.  - Vue générale du grand lavoir de Bonvillard.
  - Grand lavoir.
  - Datation gravée dans le petit lavoir au-devant : 1893.
  - Robinet sculpté dudit lavoir.
  - Lavoir du cimetière de Bonvillard.

### Cimetière de Bonvillard et croix édifiées près du village

#### Cimetière de Bonvillard, stèle commémorative et cadran solaire
En plus d'une stèle commémorative de la Première Guerre mondiale et d'un cadran solaire véritable, Bonvillard regorge de symboles culturels chrétiens, notamment des croix édifiées, et possède le cimetière de sa paroisse. Le cimetière de Bonvillard, un des deux cimetières de la commune d'Orelle, est à l'extrémité ouest du hameau habité.

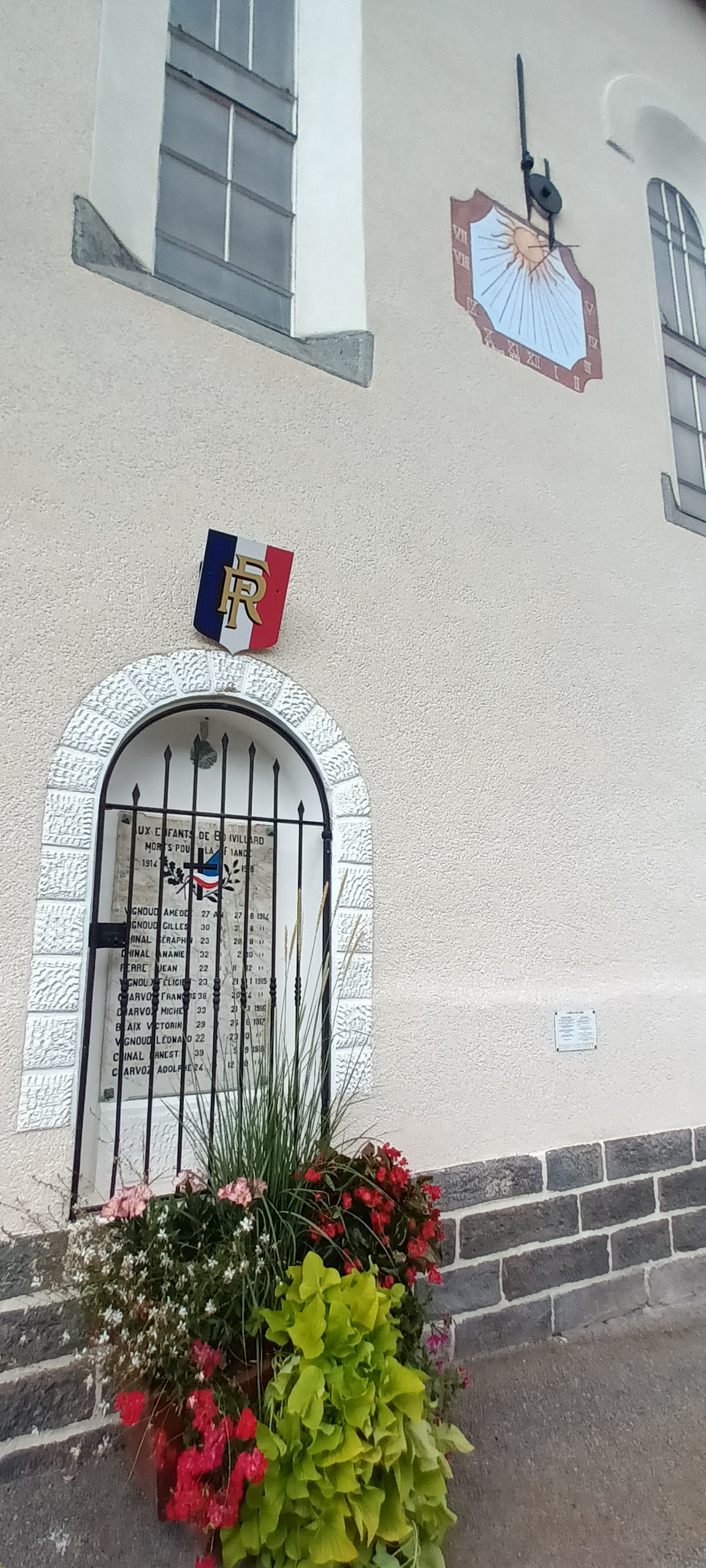
Vue des deux œuvres sur la face sud de l'église.
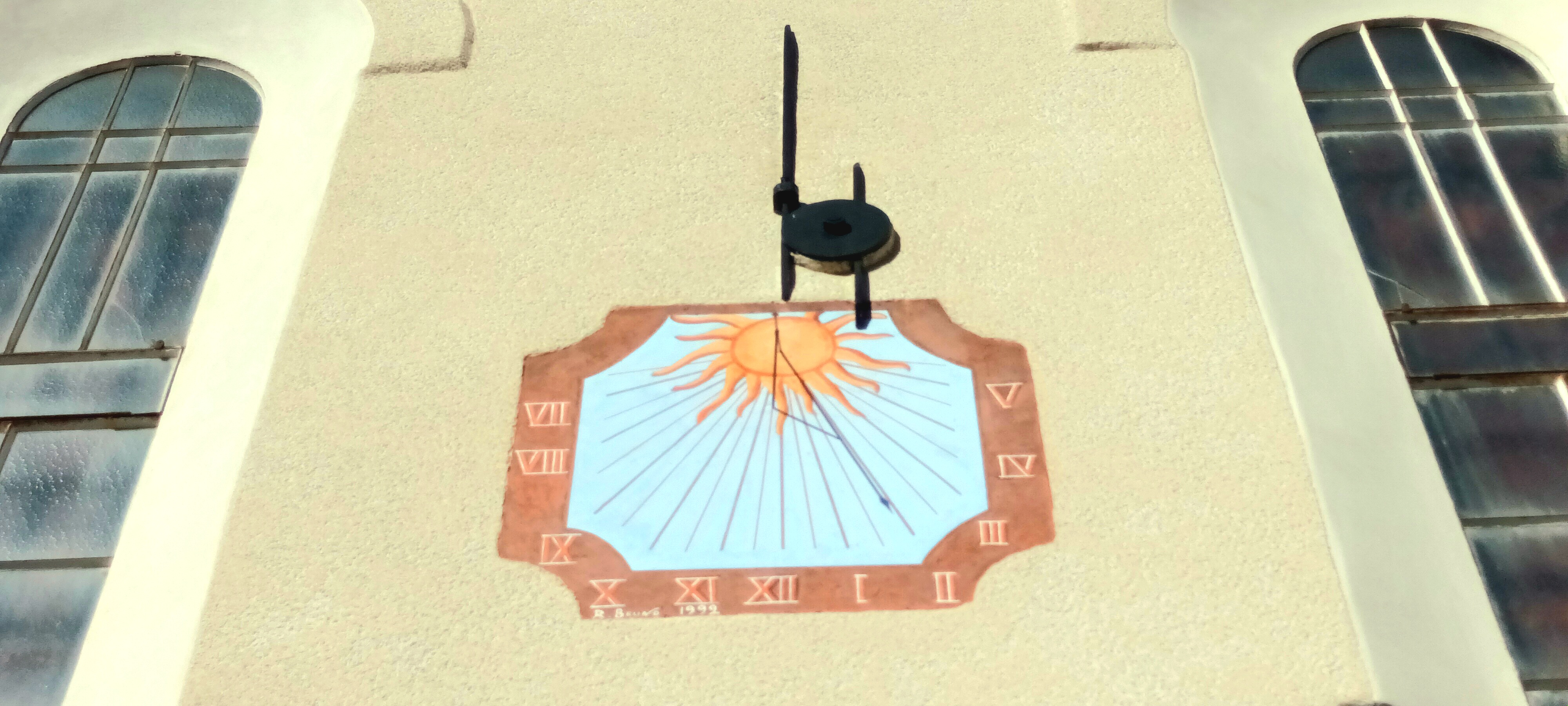
Cadran solaire.
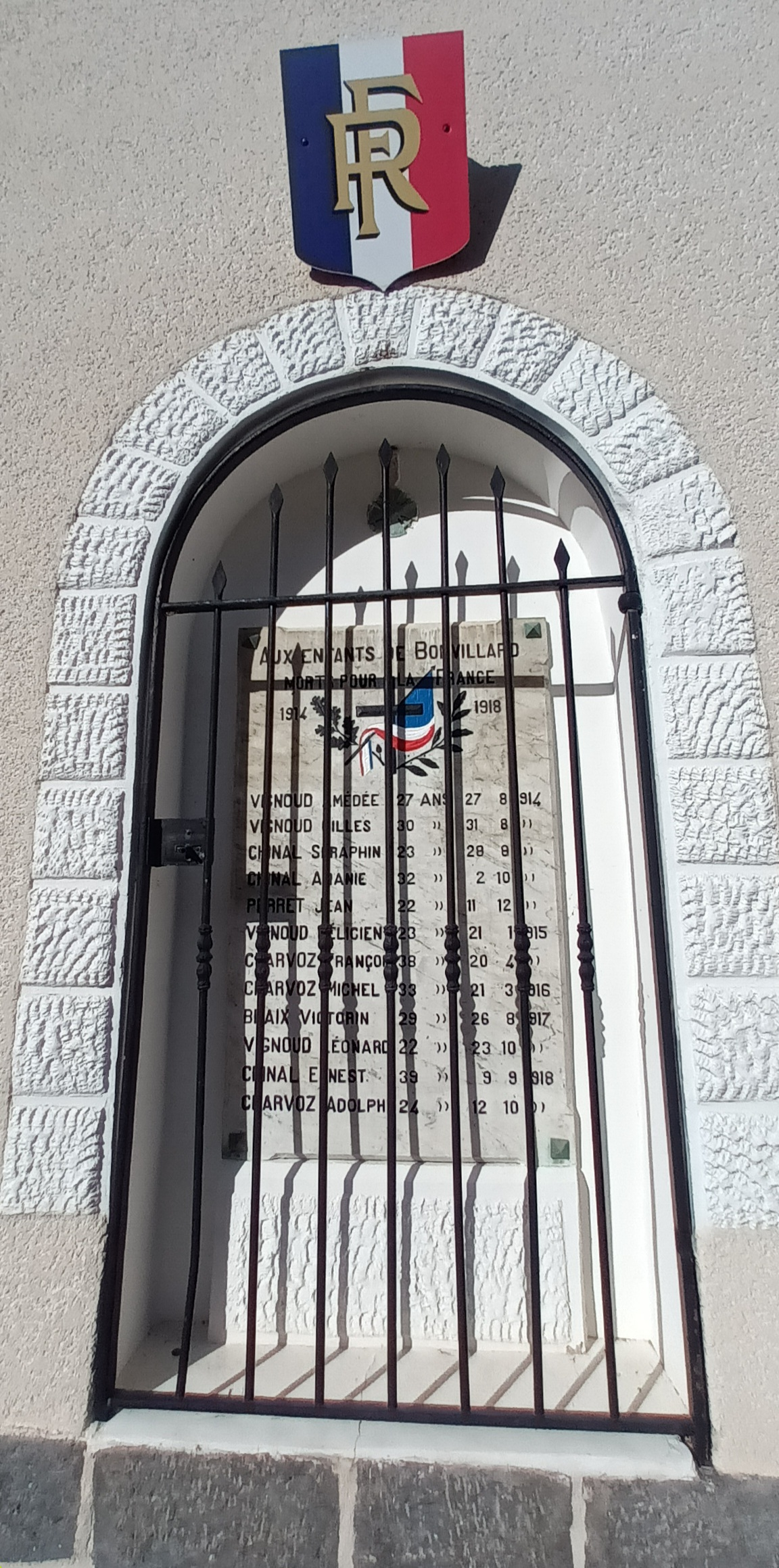
Stèle commémorative.
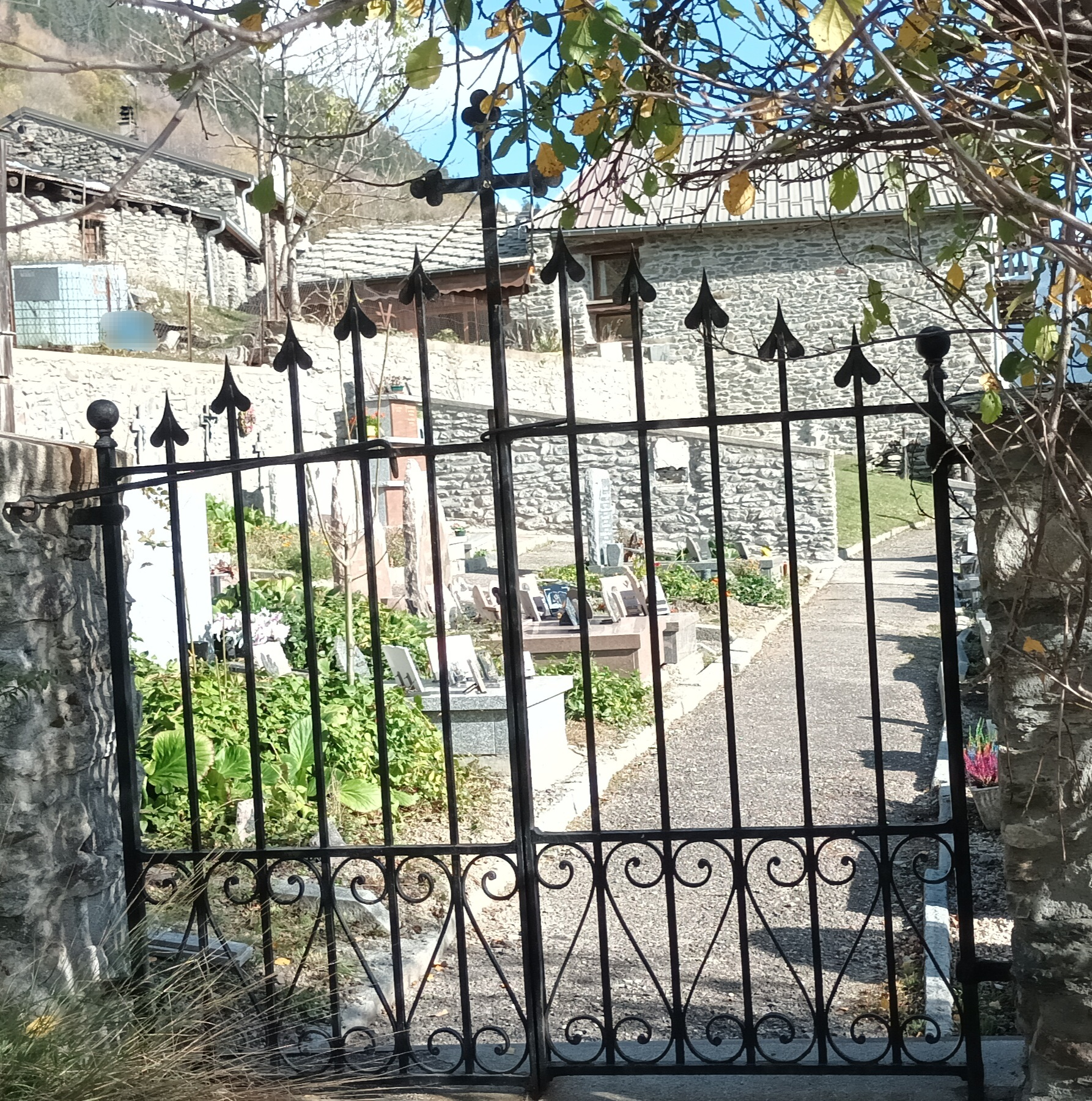
Entrée ouest du cimetière de Bonvillard.
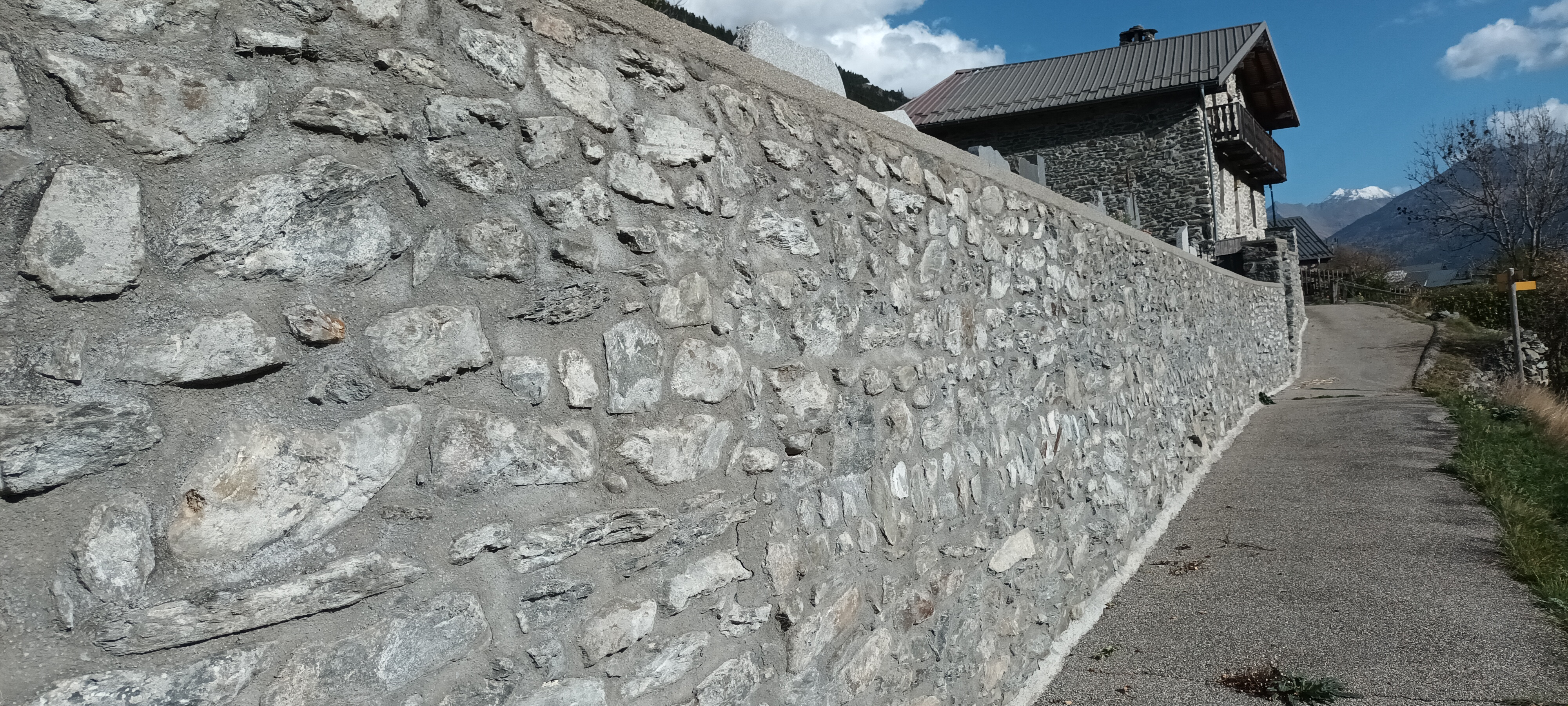
Mur oriental du cimetière.

#### Croix édifiées près de Bonvillard
- La croix de Bonvillard est au centre dudit cimetière, en fer forgé (45° 12′ 48″ N, 6° 33′ 20″ E).
- La croix de Corniaux est située juste au-dessus du hameau de Bonvillard (à 1 230 m). C'est une croix de bois massif de 4 m de haut qui porte le nom du lieu-dit Corniaux. Elle se situe près de la piste de l'Arcelin, laquelle conduit à Plan-Bouchet (45° 12′ 48″ N, 6° 33′ 39″ E).

- La croix du Verney est une croix en métal au lieu-dit du Verney qui surplombe la route d'accès est de Bonvillard (45° 12′ 44″ N, 6° 33′ 38″ E).
- La croix de Sous-les-Roches est une croix en bronze forgé décorée d'un socle révélant sa date de création de 1840. Elle mesure 4 mètres de haut et se trouve sur la piste forestière de Leschaux (45° 12′ 40″ N, 6° 34′ 06″ E).
- La croix de Derrière-les-Prés est une croix située sur les hauteurs du village de Bonvillard, au lieu-dit de Derrière-les-Prés (45° 12′ 51″ N, 6° 33′ 22″ E).
- La croix de Pierre-Sautier est une croix qui surmonte un pilier en béton à droite de la chapelle de la Nativité de la Sainte-Vierge d'Orelle, située à l'entrée Sud du lotissement (45° 12′ 46″ N, 6° 33′ 29″ E)[20].
- La croix de Champlan est une croix en bois d'environ deux mètres de hauteur qui se trouve au lieu-dit Champlan, à l'ouest du hameau du Crêt du Vlé et au sud de Bonvillard (45° 12′ 40″ N, 6° 33′ 21″ E).
- La croix de Leschaux est une croix en bois de 2 m de haut qui est située sur une grande étendue de roche devant la falaise de Leschaux (45° 12′ 33″ N, 6° 34′ 28″ E ). Datant du XVIe siècle, elle permet d'observer la vallée du côté de Modane.

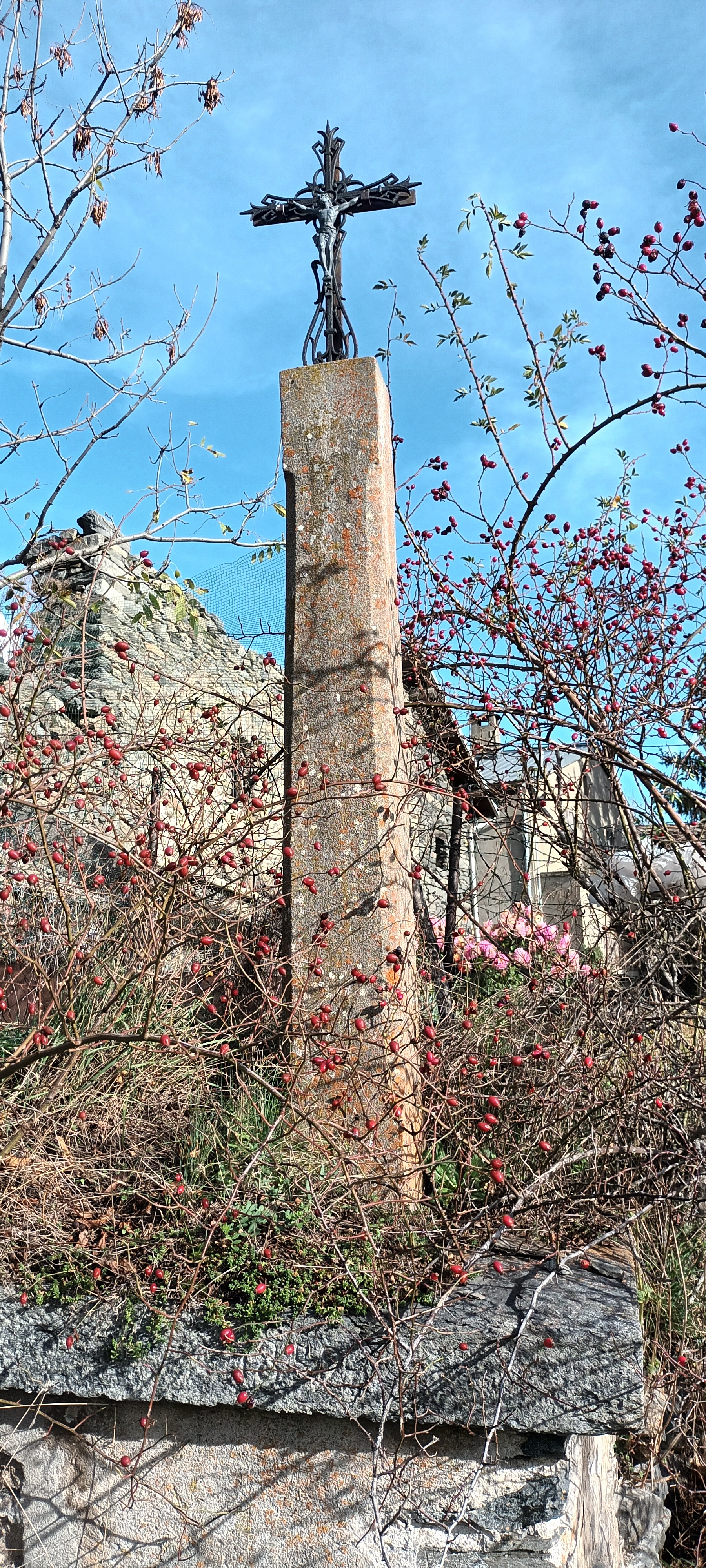
Croix de Pierre-Sautier.
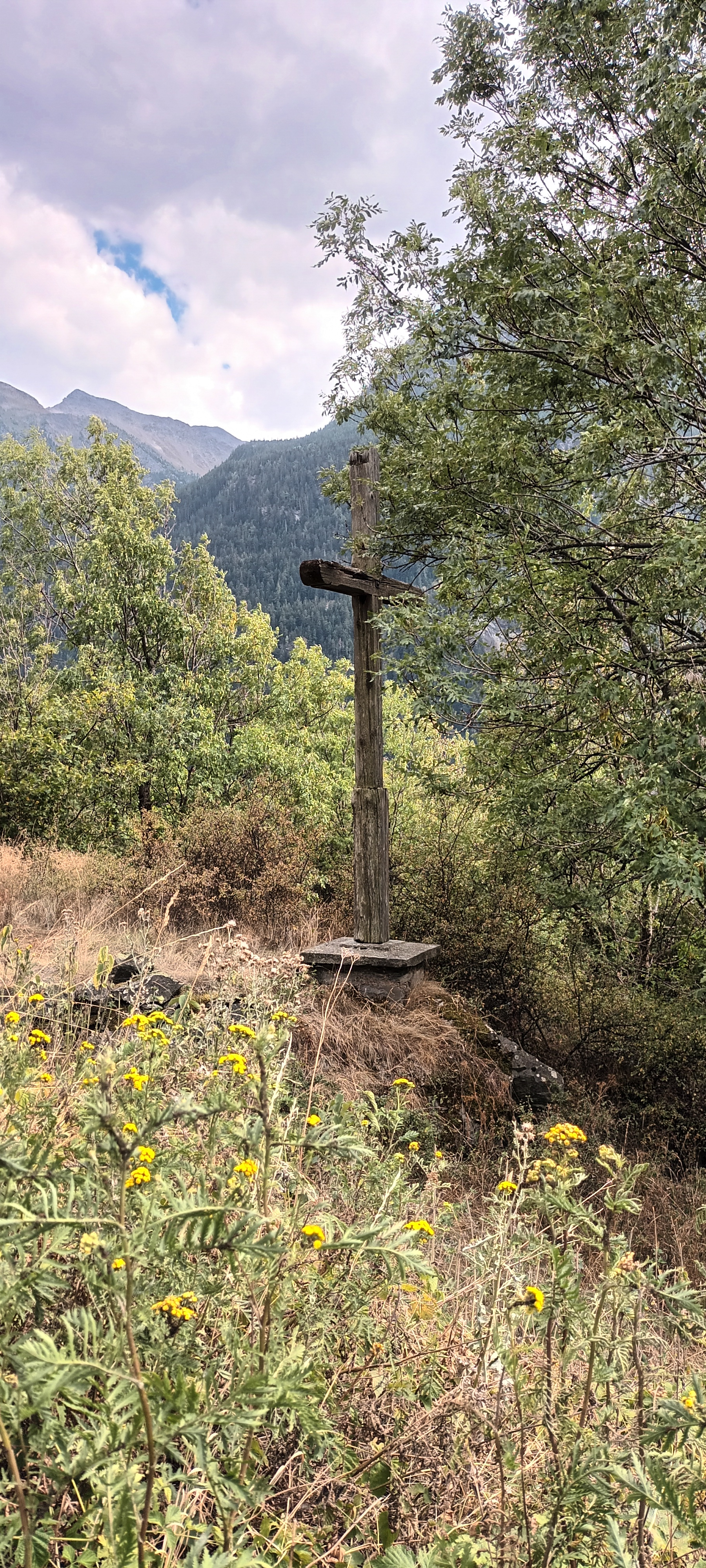
Croix de Corniaux.
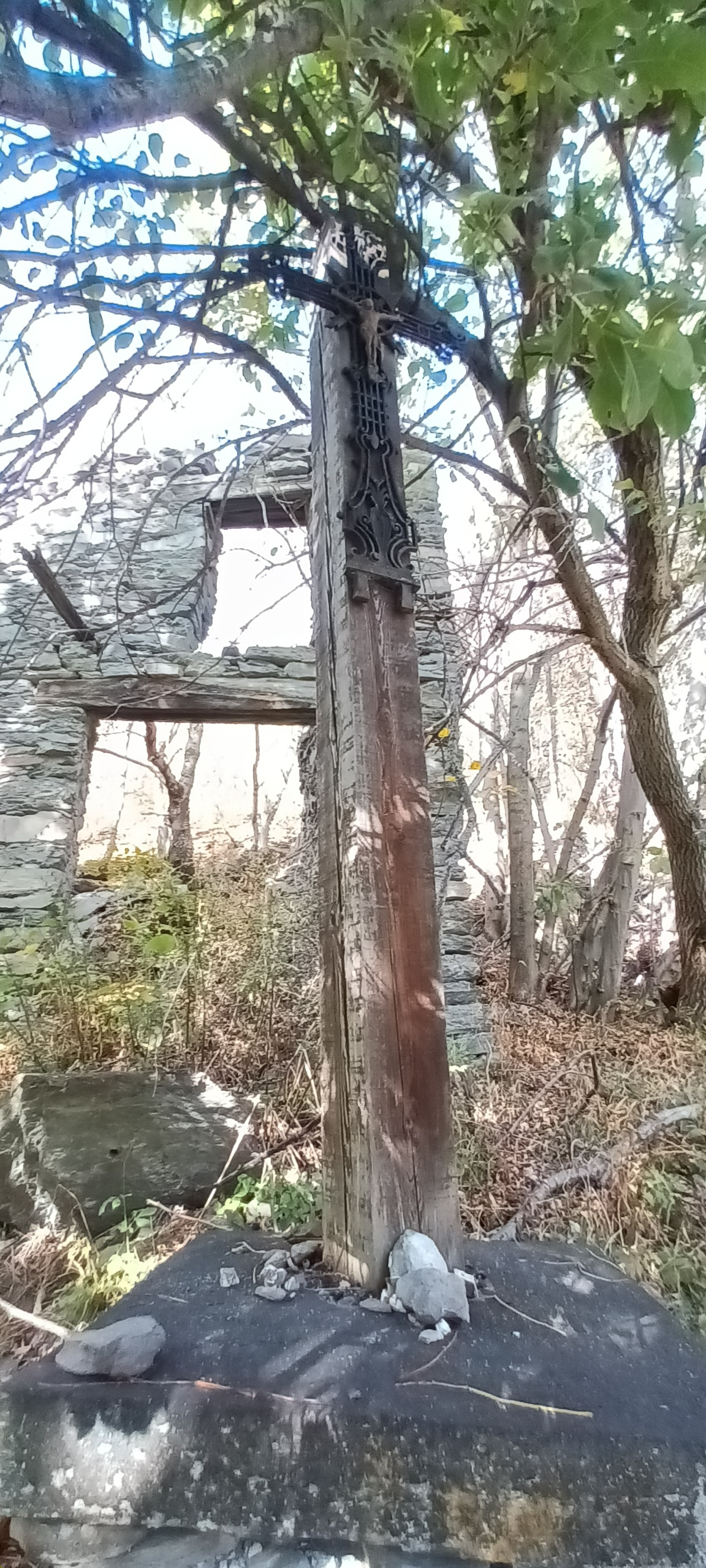
Croix de Derrière-les-Prés.
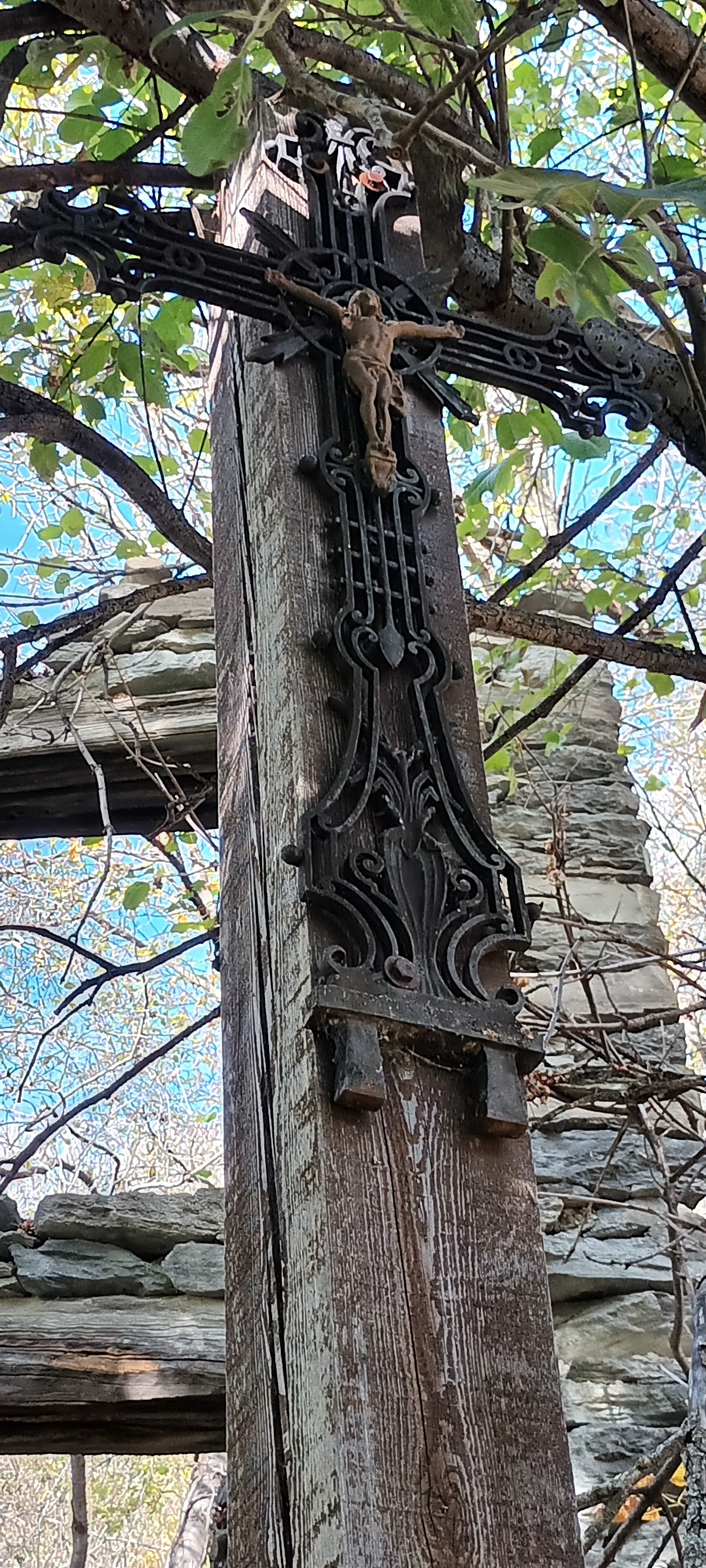
Détails de la croix de Derrière-les-Prés.
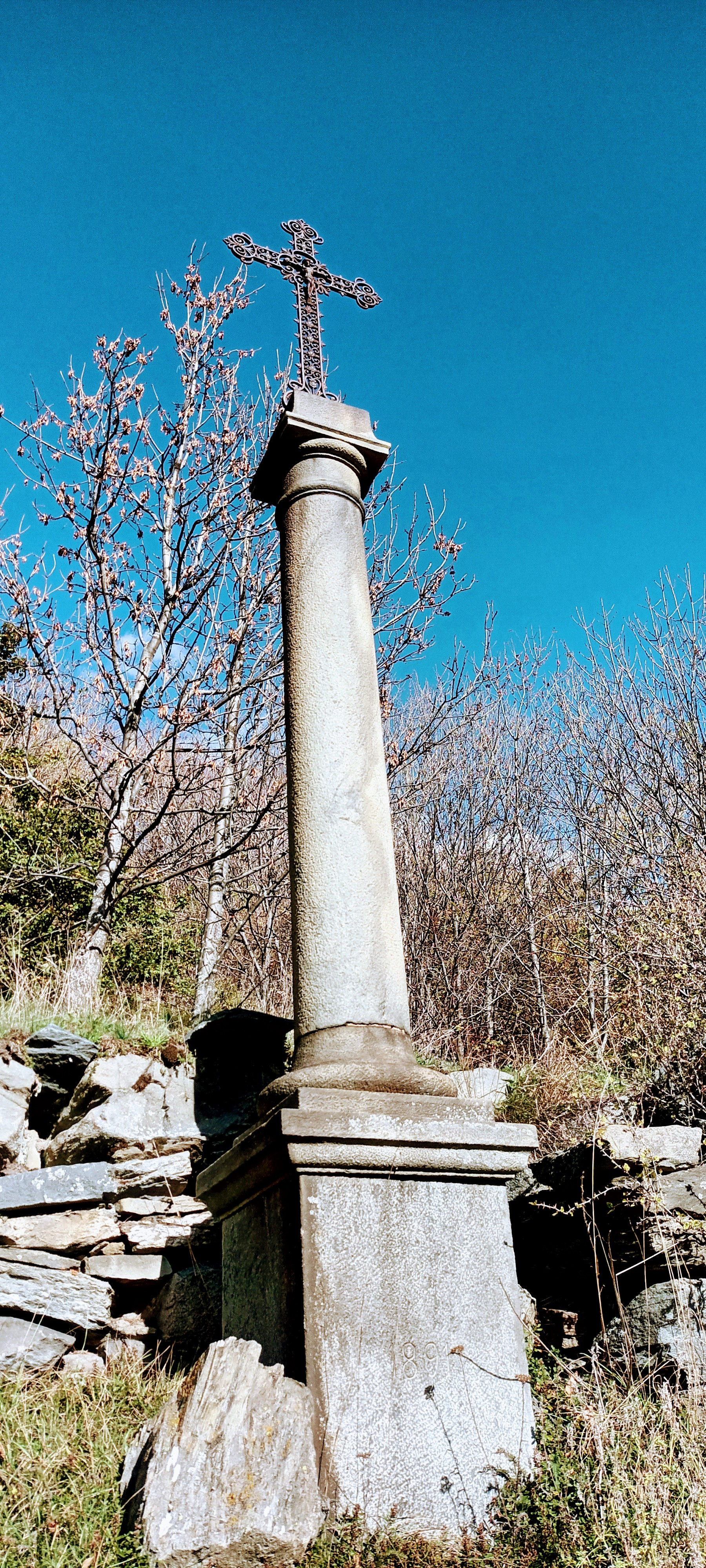
Croix du Verney de près.
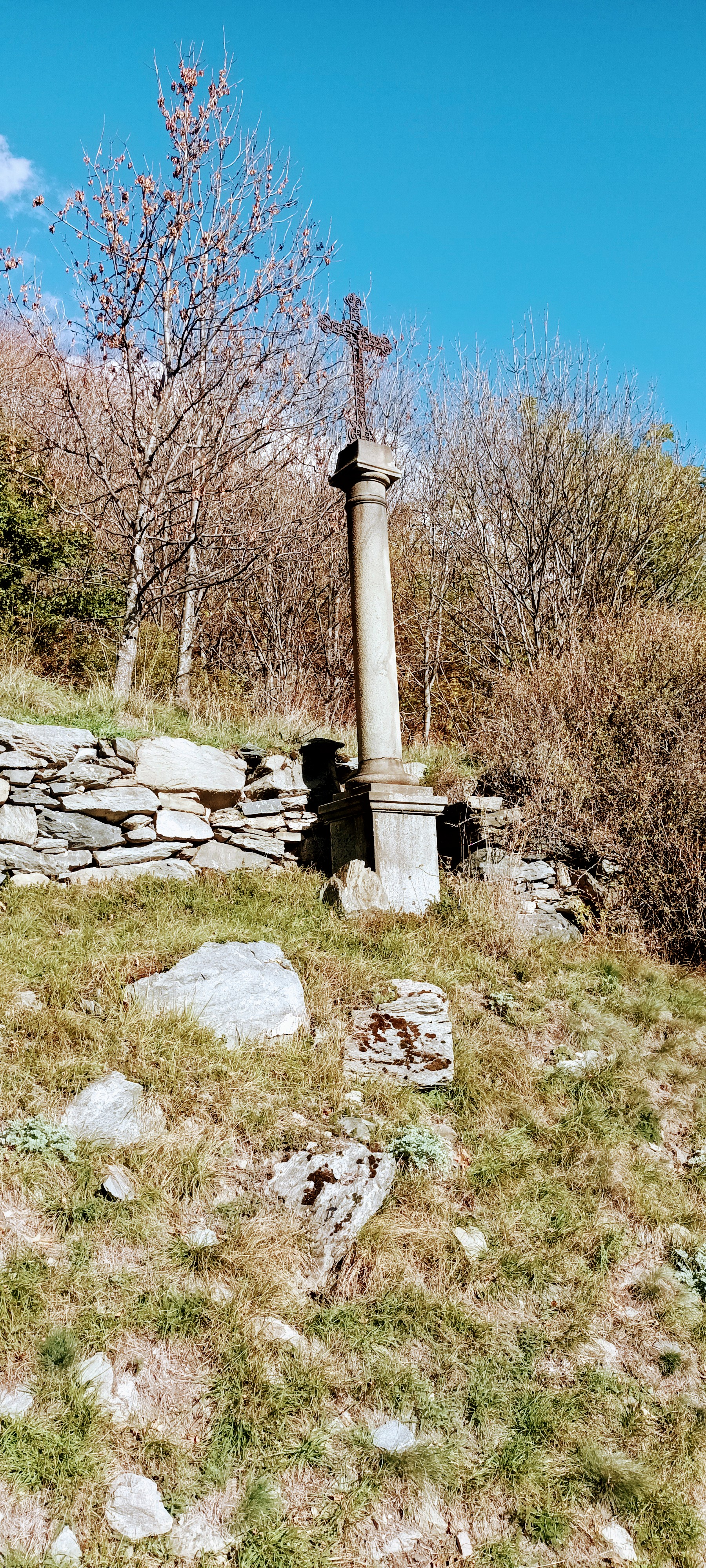
Croix du Verney depuis la route de Bonvillard.
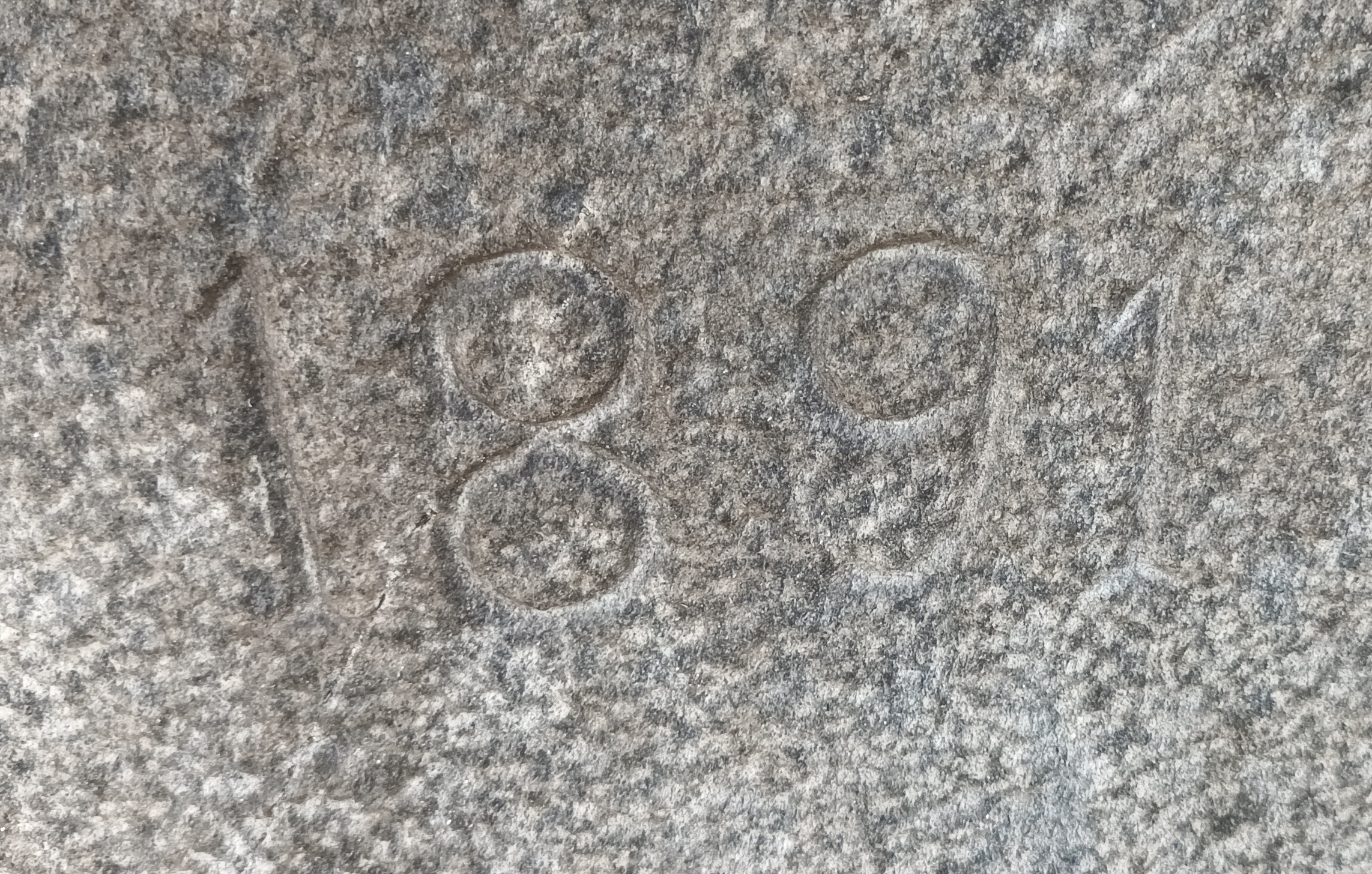
Socle de la croix du Verney daté.
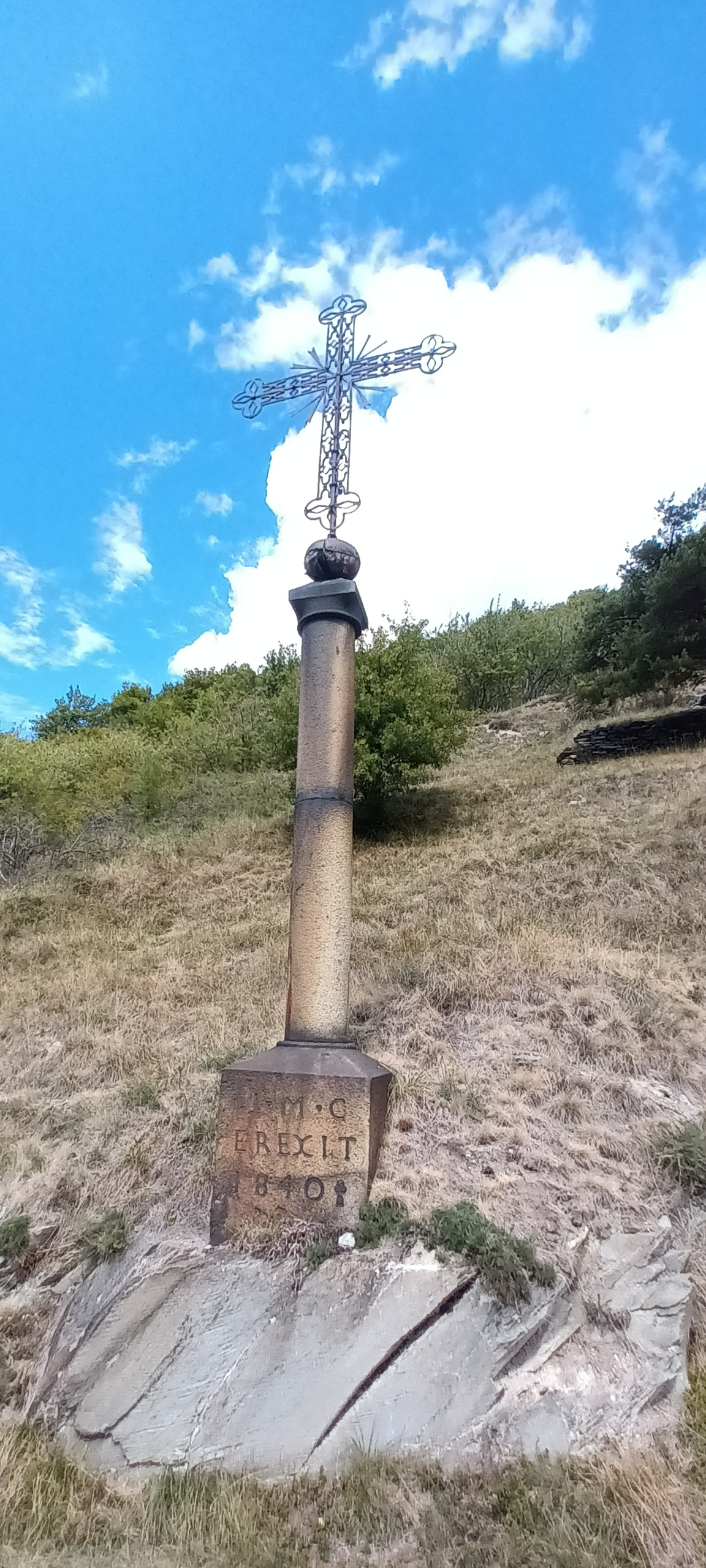
Croix de Sous-les-Roches.
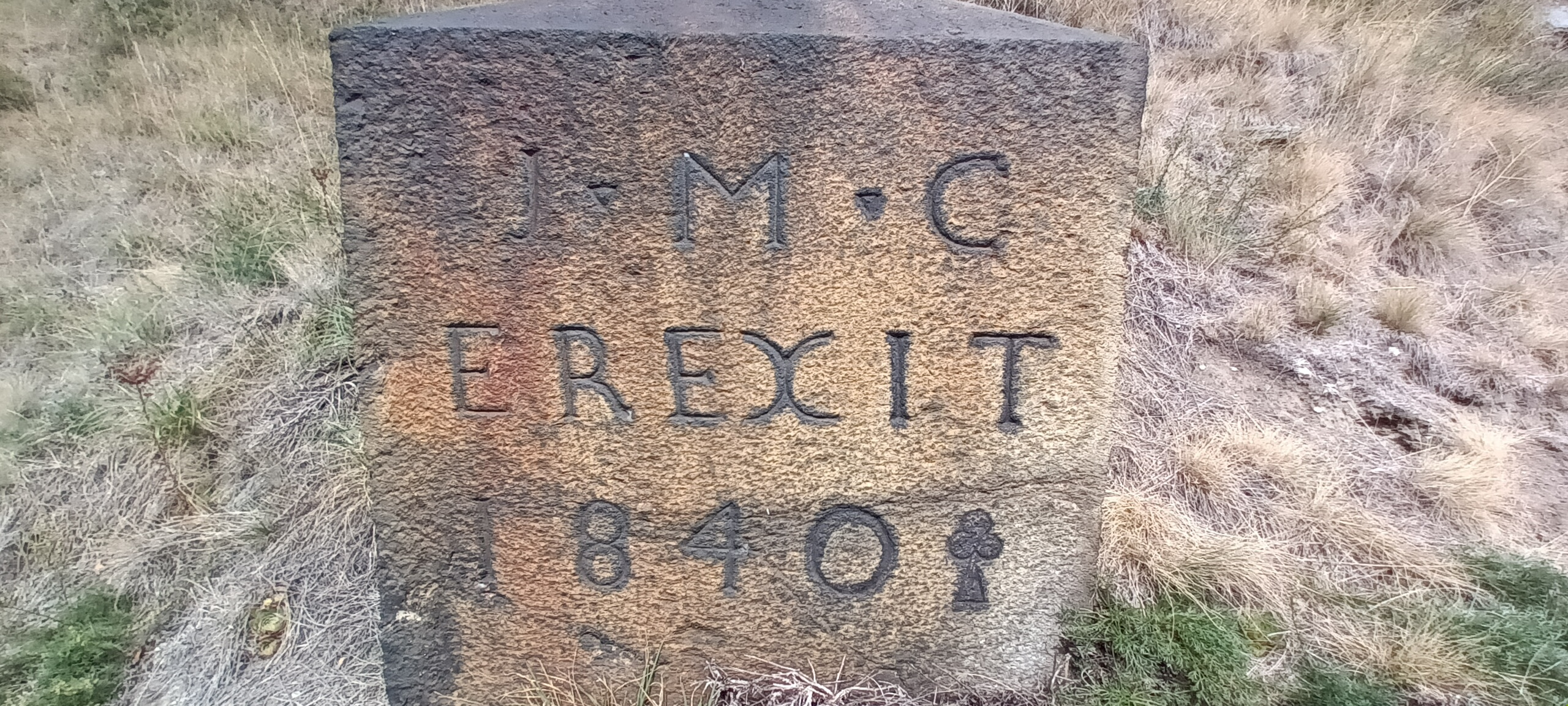
Socle de la Croix de Sous-les-Roches.
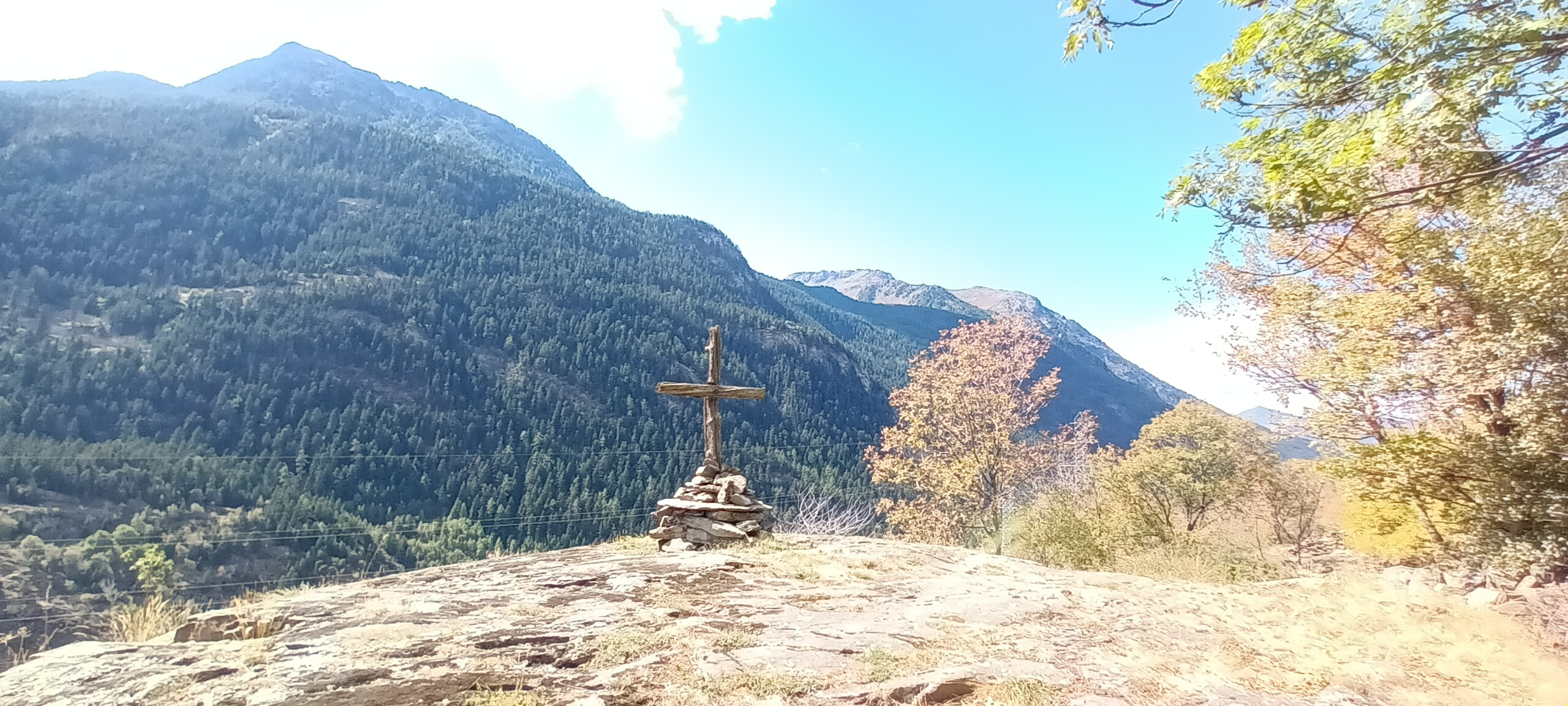
Croix de Leschaux.

### Four à bois de Bonvillard
Un four à bois existe dans le village. Il se situe sous l'ancienne école, sur la place des lavoirs. L'association Orelle Patrimoine y organise des fabrications et ventes de pain l'été et durant les vacances scolaires,.

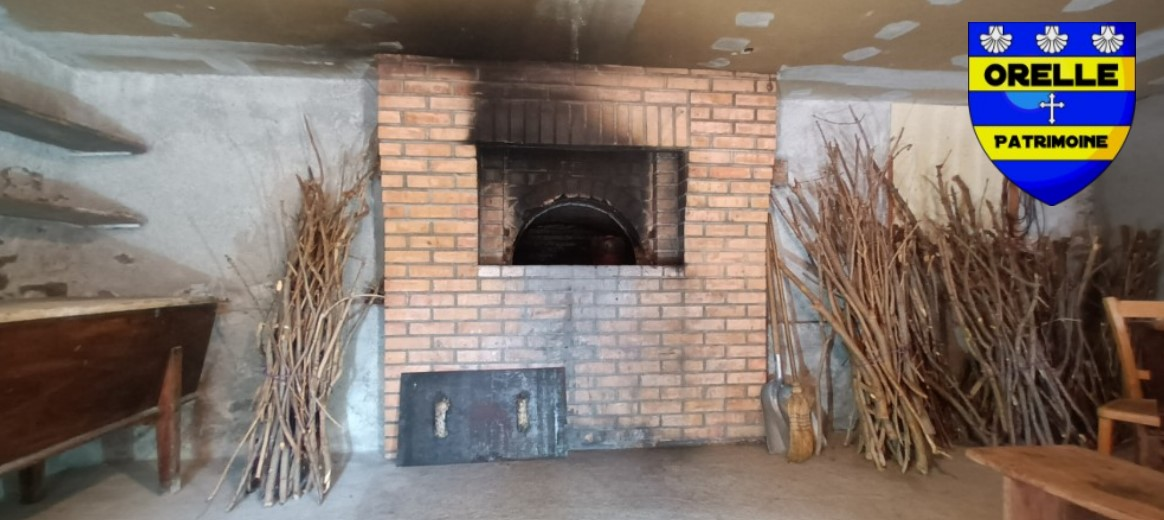
Le four à pain.